# Francesc d'Assís
Francesc d'Assís (en italià: Francesco d'Assisi, nascut Giovanni di Pietro Bernardone; Assís, 1181 / 1182-ibidem, 3 d'octubre de 1226) és un sant catòlic umbre, diaca, també conegut com "El Pare Francesc" i fundador de l'orde Franciscà (Orde de Frares Menors), d'un segon orde conegut com a Orde de Santa Clara (Germanes Clarisses) i d'un tercer conegut com a Tercer orde seglar, tots ells sorgits sota l'autoritat de l'Església catòlica a l'edat mitjana i coneguts com a «Família franciscana». Destaca com una de les grans figures de l'espiritualitat catòlica en la història de la cristiandat.
De ser fill d'un ric comerciant de la ciutat en la seva joventut, va passar a viure sota la més estricta pobresa i observança dels Evangelis. A Egipte, va intentar infructuosament la conversió dels musulmans al cristianisme. La seva vida religiosa va ser austera i simple, pel que animava als seus seguidors a fer-ho de la mateixa manera. Tal forma de viure no va ser acceptada per alguns dels nous membres de la ordre mentre aquesta creixia; tot i així, Francesc no va ser reticent a una reorganització. És el primer cas conegut en la història d'estigmatitzacions visibles i externes. Va ser canonitzat per l'Església catòlica el 1228, i la seva festivitat se celebra el 4 d'octubre. A Itàlia és conegut també com a il poverello d'Assís, és a dir, "el pobret d'Assís".
És el sant patró dels animals i el medi ambient.

## Context històric

Creu càtara o creu d'Occitània.

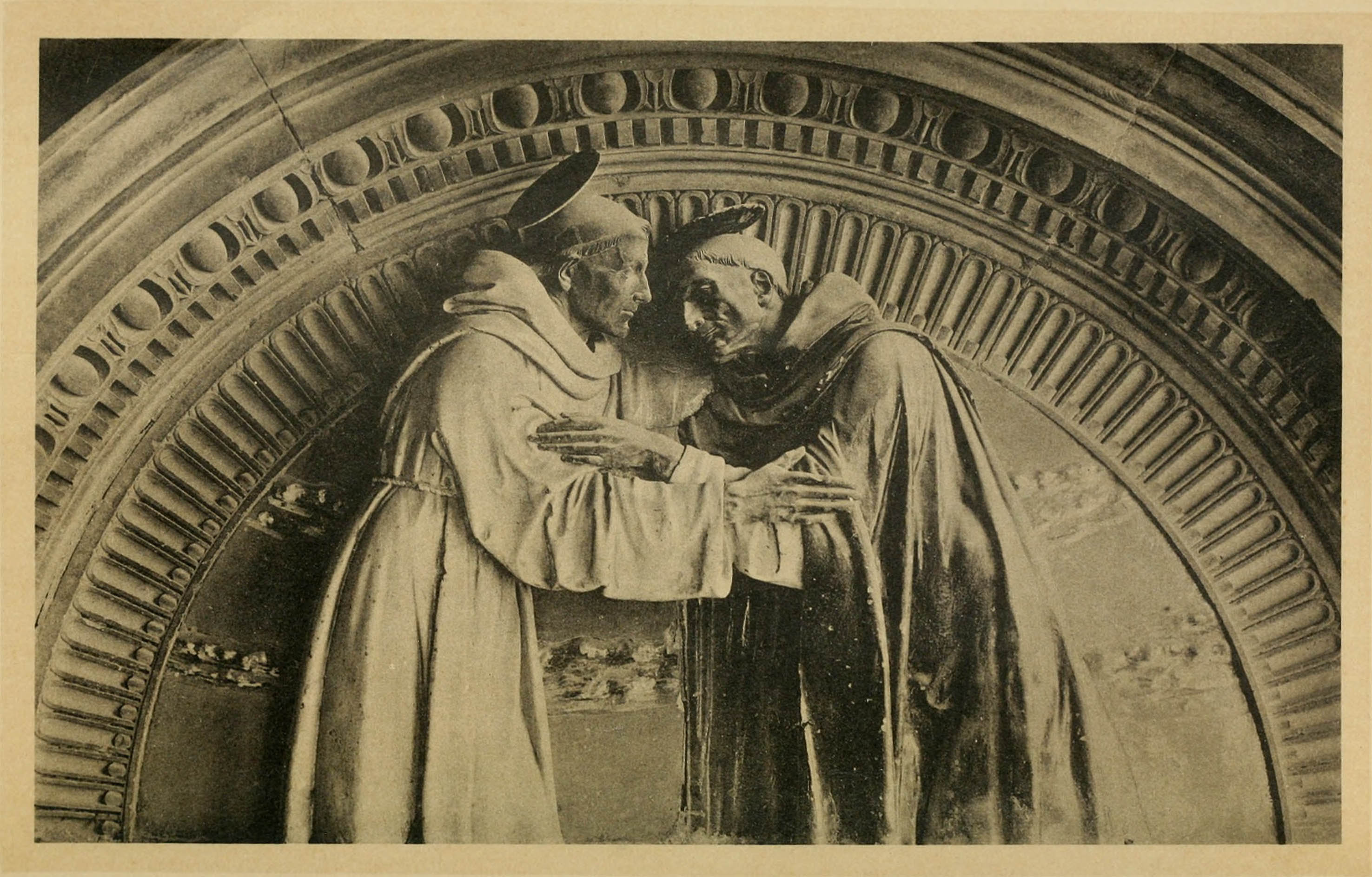
Baix relleu de terracota policromada que representa la trobada de sant Francesc d'Assís i sant Domènec de Guzmán, exponents decisius de les ordres mendicants del. Museu Nacional Alinari de la Fotografia.

Al segle xii hi va haver canvis fonamentals en la societat de l'època: el començament de les Croades i l'increment demogràfic, entre altres motius, van influir en l'increment del comerç i el desenvolupament de les ciutats. L'economia seguia tenint la seva base fonamental en el camp dominat pel mode de producció feudal, però els excedents de la seva producció es canalitzaven amb major dinamisme que durant l'Alta Edat Mitjana. Tot i que encara no s'estava produint una clara transició del feudalisme al capitalisme i els estaments privilegiats (noblesa i clergat) seguien sent els dominants, com ho van ser fins a l'edat contemporània, els burgesos (artesans, mercaders, professionals liberals i homes de negocis) començaven a tenir possibilitats d'ascens social, i el comerç i la banca creixien dominats pel constant afany de lucre. L'Església catòlica, protagonista d'aquest temps, també es va veure influïda per la nova riquesa: no eren poques les crítiques a alguns dels seus ministres que es preocupaven més pel creixement patrimonial i les seves relacions polítiques de conveniència.
A causa d'això, diversos moviments religiosos van sorgir en rebuig a la creixent opulència de la jerarquia eclesiàstica en aquesta època, o es van dedicar a viure més d'acord amb els postulats d'una vida pobra i evangèlica. Alguns d'ells van prosperar fora de la institució i van viure a la seva manera; tals moviments van ser condemnats fins al punt de considerar-los heretges, com el cas dels càtars que predicaven entre altres coses el rebuig al món material, als sagraments, a les imatges i a la creu. En canvi, altres organitzacions -com les creades per Francesc d'Assís o Domènec de Guzmán- van néixer sota submissió a l'autoritat catòlica i els seus membres van ser coneguts amb el nom genèric de "monjos mendicants". Aquest moviment va extremar la pràctica del vot de pobresa: els seus membres ja no vivien de la feina de les terres com el Cister reformat per Bernat de Claravall, sinó que renunciaven fins i tot a posseir béns propis. Així, els ordes mendicants van acabar per exercir un paper de primer ordre en la vida de l'Església, en l'aconseguir que la majoria dels catòlics s'allunyés de la recerca de l'opulència, cosa que tornaria al segle xiv.

## Infància i joventut
Francesc d'Assís va néixer sota el nom de Giovanni. Va ser fill de Pietro Bernardone dei Moriconi i la noble provençal Joanna Pica d'Bourlémont; va tenir almenys un germà més, de nom Angelo. El seu pare era un pròsper comerciant de teles que formava part de la burgesia d'Assís i que viatjava constantment a França a les fires locals. Entre algunes versions, va ser l'afició a aquesta terra pel que el seu pare el va anomenar després com Francesco o el franceset; també és probable que el petit fos conegut més endavant d'aquesta manera per la seva afició a la llengua francesa i els cants dels trobadors. Resulta interessant notar la similitud entre l'estil de vida dels trobadors, lliures de tota possessió (l'antítesi de la vida que el seu pare volia per a ell), i l'estil de vida que més tard seguiria pel seu compte.
Francesc va rebre l'educació regular de l'època, en la qual va aprendre llatí. De jove es va caracteritzar per la seva vida despreocupada: no tenia objeccions a fer despeses quan caminava en companyia dels seus amics, en les seves corregudes periòdiques, ni en donar pròdigues almoines; com qualsevol fill d'un potentat tenia ambicions de ser reeixit.
Rebel cap al negoci del seu pare i el seu interès per la riquesa, Francesc passaria la major part de la seva joventut llegint llibres (irònicament, els diners del seu pare li van garantir una excel·lent educació i es va convertir en poliglot, parlant amb fluïdesa diversos idiomes, incloent-hi el llatí), o bevent i gaudint la companyia dels seus amics, els quals eren en la seva majoria fills de nobles.
En els seus anys juvenils la ciutat ja estava embolicada en conflictes per reclamar la seva autonomia del Sacre Imperi Romanogermànic. El 1197 van aconseguir treure l'autoritat germànica, però des 1201 es van embrancar en una altra guerra contra Perusa, recolzada pels nobles bandejats d'Assís. A la batalla de Ponte San Giovanni, al novembre de 1202, Francesc va ser fet presoner i va estar captiu almenys un any.
Des 1198 el pontificat es trobava en conflicte amb l'Imperi, i Francesc va formar part de l'exèrcit papal sota les ordres de Gualterio de Brienne contra els germànics.

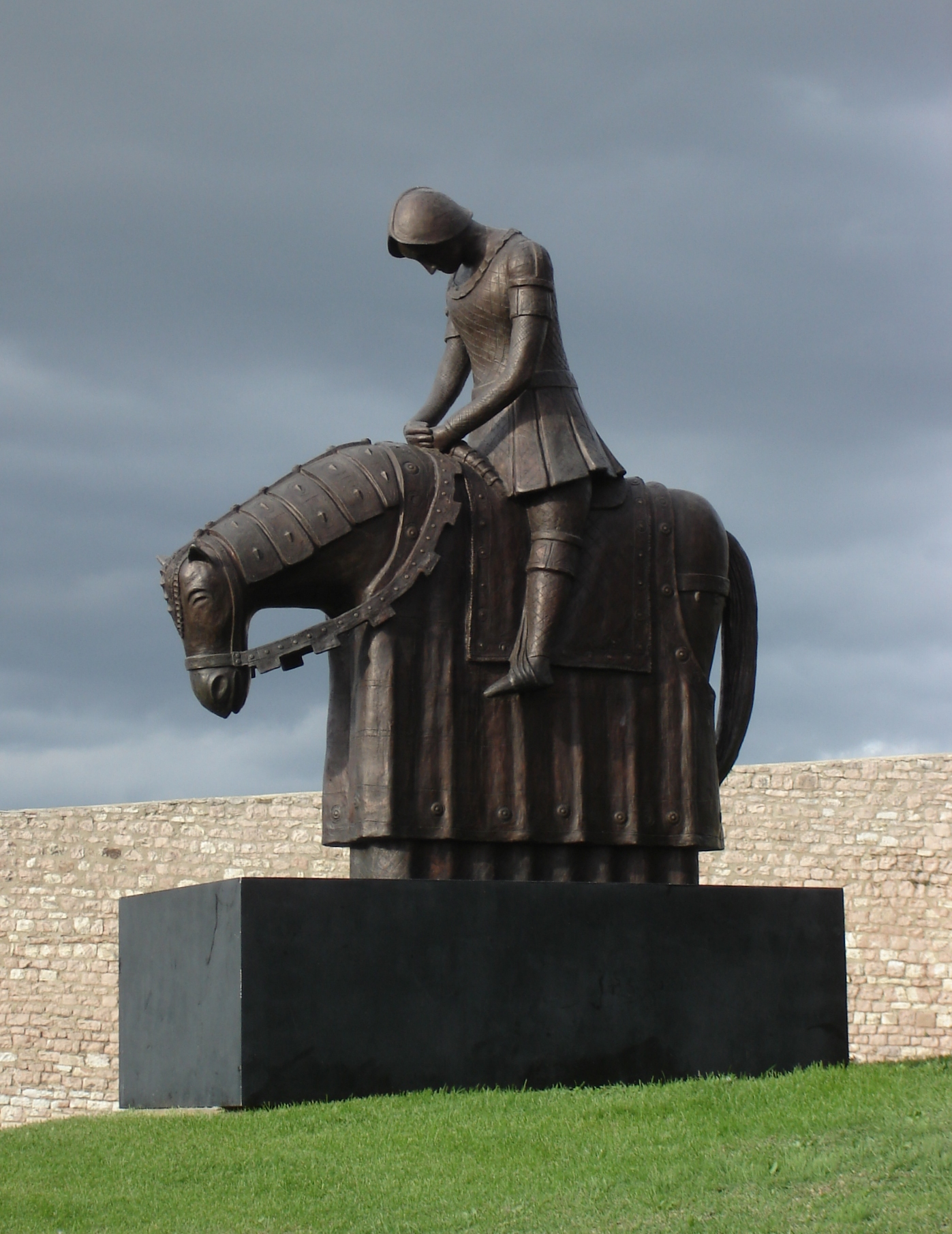
Estàtua de Sant Francesc a Assís que el representa tornant a la ciutat després d'abandonar la guerra.

D'acord amb els relats, va ser en un viatge a la Pulla (1205) mentre marxava a lluitar, quan durant la nit va sentir una veu que li recomanava tornar a Assís. Així ho va fer i va tornar davant la sorpresa dels que el van veure, sempre jovial però embolicat ara en meditacions solitàries.
Va començar a mostrar una conducta de desafecció al terrenal. Un dia en què es va mostrar en un estat de quietud i pau els seus amics li van preguntar si estava pensant en casar-se, al que ell va respondre: Esteu en el correcte, penso casar-me, i la dona amb la qual penso comprometre és tan noble, tan rica, tan bona, que cap de vosaltres vau veure una altra igual. Fins a aquest moment encara no sabia ell mateix exactament el camí que havia de prendre d'aquí en endavant; va ser després de reflexions i oracions que va saber que la dama a qui es referia era la pobresa. Un relat de la seva joventut conta que, en una ocasió, els seus amics i ell es van trobar amb un captaire en tornar a les seves cases després de divertir-se. El captaire els va demanar ajuda, davant la qual cosa els seus amics tan sols van ignorar les seves paraules. Francesc, per contra, va donar a l'home tot el que tenia a les butxaques. Els seus amics ho van prendre a burla per la seva estupidesa i, en tornar a casa seva, el seu pare el va reptar enardit.

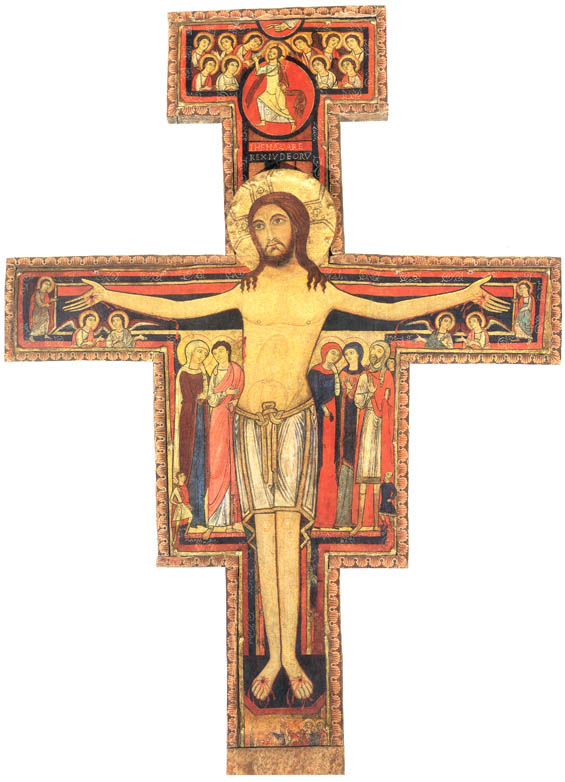
El Crist de Sant Damià que demanà a Francesc que reparés la seva casa

El punt culminant de la seva transformació es va donar quan va conviure amb els leprosos, als que temps abans li semblava extremadament amarg mirar.
Es va dedicar després a la reconstrucció de la capella de Sant Damià. Segons els relats, ho va fer després d'haver vist el crucifix d'aquesta església dir-li: Francesc, vés i repara la meva església, que s'està caient en ruïnes. Llavors va decidir vendre el cavall i les mercaderies del seu pare a Foligno, va tornar a Sant Damià amb els guanys i l'hi va oferir al sacerdot, però aquest el va rebutjar.
El seu pare, a l'adonar-se de la conducta del seu fill, va ser enutjat en la seva recerca, però Francesc estava amagat i no el va trobar. Un mes després va ser ell mateix el que va decidir encarar al seu pare. En el camí a casa, les persones amb què es va trobar el van rebre malament i, creient-lo un llunàtic, li van llançar pedres i fang.

### Francesc davant les autoritats eclesials
El seu pare el va reprendre severament, tant que el va encadenar i el va tancar en un calabós. En l'absentar-se l'irat pare pels negocis, la mare el va alliberar de les cadenes. Quan va tornar, va ser ella qui va rebre les reprimendes del senyor de la casa, i va ser una altra vegada en recerca del noi a Sant Damià, però Francesc es va plantar amb calma i li va reafirmar que enfrontaria qualsevol cosa per amor a Crist. Pietro Bernardone, més preocupat per la pèrdua del seu patrimoni, va acudir a les autoritats civils a forçar-lo a presentar-se, però el jove va refusar fer-ho amb l'argument de no pertànyer ja a la jurisdicció civil, de manera que les autoritats van deixar el cas en mans de l'Església.
Francesc es va sotmetre a l'anomenat de l'autoritat eclesial. Davant el requeriment de tornar els diners davant del seu pare i del bisbe d'Assís, de nom Guido, no només ho va fer, sinó que es va despullar de totes les seves vestimentes davant els jutges, proclamant a Déu des d'aquest moment com el seu veritable Pare. Davant d'això, el bisbe el va abraçar i el va embolicar amb el seu mantell.

## Començaments de l'ordre

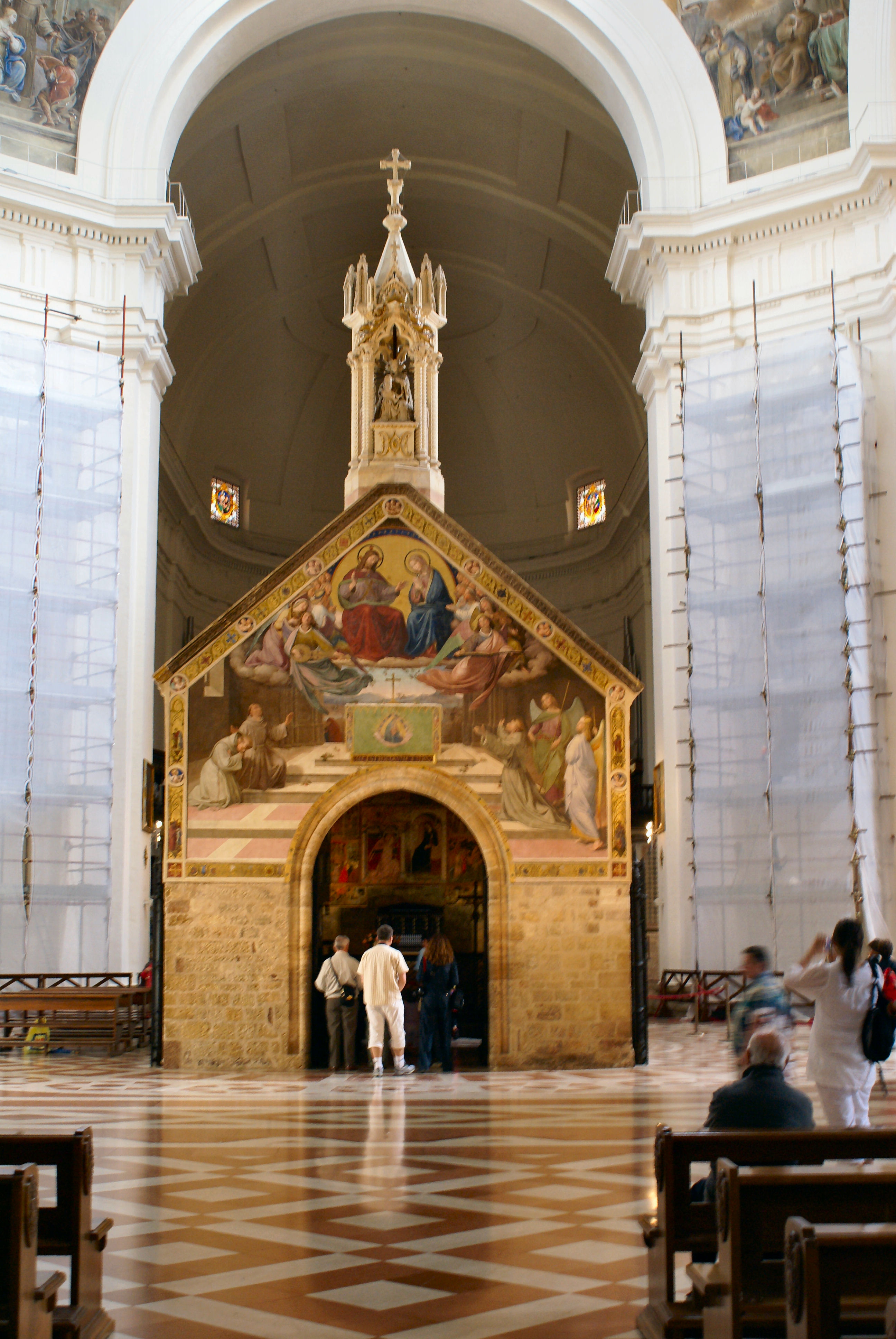
La Porciúncula.

No se sap amb certesa quantes esglésies en ruïnes o deteriorades va reconstruir; entre elles, a la qual més estima tenia era la capella de la Porciúncula ("el trosset", anomenada així perquè estava al costat d'una construcció major).
Allí va ser on va rebre la revelació definitiva de la seva missió, probablement el 24 de febrer de 1208, quan va escoltar aquestes paraules de l'Evangeli: No porteu moneder, ni bossa, ni sandàlies, ni us atureu a visitar a coneguts .. (Lc 10,1-12). Així, va canviar el seu afany de reconstruir les esglésies per la vida austera i la prèdica de l'Evangeli. Després de sotmetre a les burles dels qui el veien vestit gairebé de draps, ara el seu missatge era escoltat amb atenció, i a canvi d'altres grups reformadors de l'època, el seu no era un missatge de desqualificacions ni anatemes.
En uns mesos els seus deixebles eren onze: Bernard di Quintavalle, el seu amic d'infància. Entre els altres trobem a Senso III di Giotto Sensi, Pietro Cattani, Filippo Longo di Atri, fra Egidio, fra Leone, fra Masseo, fra Elia da Cortona i fra Ginepro.
Sota la pobresa que Francesc predicava i demanava, els frares feien la feina de casa diàries atenent leprosos, emprant-se en feines humils per als monestirs i cases particulars, i treballant per grangers. Però les necessitats quotidianes feien la col·lecta d'almoina inevitable, tasca que Francesc encoratjava amb alegria per haver triat el camí de la pobresa. Va començar també l'expansió del missatge evangèlic, i per això els va estimular a viatjar de dos en dos.

### Audiència davant el papa per a l'aprovació de la regla

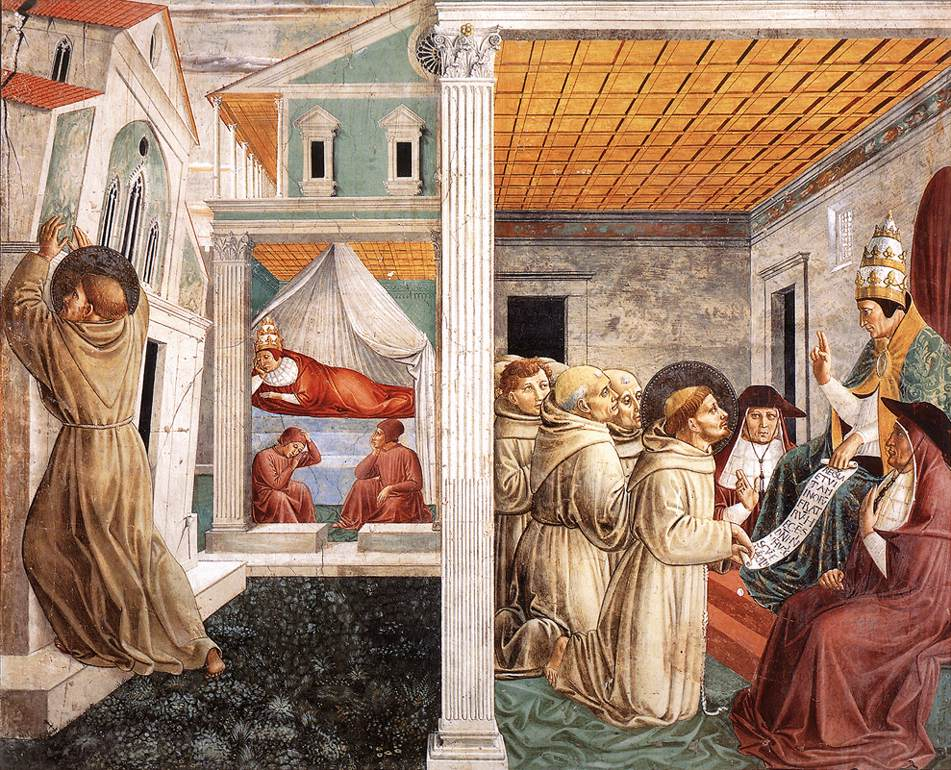
L'aprovació de la Regla franciscana per Innocenci III, fresc elaborat pel pintor italià Benozzo Gozzoli, en 1452, conservat en el complex de Museus de Sant Francesc a Montefalco (Itàlia). Quan Francesc es presenta davant el papa Innocenci III, el pontífex dona una aprovació oral de la mateixa, a aquest primer document se li coneix com Porpositum o Primera regla.

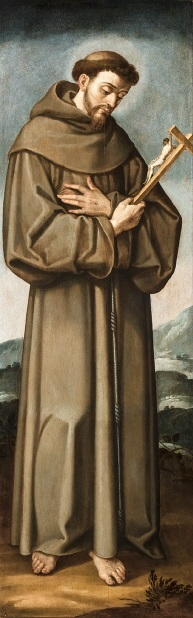
Francesc d'Assís a la pintura de Francesc Pacheco (Museu de Belles Arts de Sevilla).

Cap a l'abril de 1209, Francesc es va decidir a presentar-se davant el papa Innocenci III, perquè li aprovés la primera regla de l'Orde. Amb aquesta fi, ell i els seus acompanyants van emprendre el viatge a Roma.
Va ser sota la intervenció del bisbe Guido d'Assís com va poder tenir audiència amb el papa. Aquest i certs cardenals objectaven el programa franciscà pel perill de crear una altra organització nova, a causa dels moviments anticlericals de l'època i a la falta d'una mínima base material de l'ordre; però sota la influència del cardenal Giovanni di San Paolo i el seu suport, Francesc va poder tenir una nova audiència perquè es considerés l'aprovació de la seva germandat de pobres.
El papa per fi va aprovar la regla verbalment, en convèncer-se que l'ajuda d'un home com Francesc reforçaria la imatge de l'Església amb la seva prèdica i la seva pràctica de l'Evangeli. No es coneix el contingut d'aquesta primera regla. Va ser per aquesta època (sis anys després de la seva conversió segons Celano quan va fundar, al costat de Clara d'Assís, l'anomenat segon orde.

### Rivotorto
Camí de tornada a Assís, ell i els seus acompanyants es van situar en un lloc anomenat Rivotorto, on van consolidar els seus principis de viure en la pobresa, convivint entre els camperols locals i atenent leprosos; des de llavors es feien anomenar a si mateixos Germans Menors o Frares Menors (el nom fundacional de la congregació és Ordo Fratrum Minorum, abreujat OFM).
Després de l'estada a Rivotorto, va buscar una seu per a la seva ordre; per això va demanar l'ajuda del bisbe Guido, però no va aconseguir resposta favorable. Va ser un abat benedictí de la Muntanya Subasio qui li va oferir la capella de la Porciúncula i un terreny adjacent (pròpiament el trosset). Francesc va acceptar, però no com un regal, sinó que pagava com a renda cistelles amb peixos.

## Creixement i expansió
Dins de l'ànim de l'època dels viatges cap a l'Est, va fer un intent d'anar a Síria per a l'expansió de l'Evangeli a la terra dels anomenats "infidels ". Això va succeir probablement a finals de l'any 1212 i novament dos anys més tard. Les dues empreses es van frustrar.
Abans de 1215 el nombre de frares s'havia incrementat, no només a Itàlia sinó al sud de França i en els regnes de la península Ibèrica. Viatjaven els franciscans de dos en dos i convivien amb la gent comuna; a més, establien ermites als afores de les ciutats.

### Concili del Laterà
Durant el Concili del Laterà de 1215, l'organització va adquirir un fort estatus legal; en aquest any es va decretar que tota nou orde havia d'adoptar la Regla de Sant Benet o la de Sant Agustí. Per als Frares Menors no hi va haver necessitat d'això, per haver estat acceptats sis anys abans (encara que de paraula i no oficialment). En aquest concili el papa Innocenci III va prendre la lletra Tau com a símbol de conversió i senyal de la creu; d'aquí en endavant el poverello va ser devot d'aquest símbol.
En aquesta època, el cardenal Ugolino di Conti els va oferir a ell i a Domènec de Guzmán la possibilitat de formar cardenals de les files de les seves ordres. Francesc, segons les cròniques de Tomàs de Celano, d'acord amb els seus principis va respondre: "Eminència: els meus germans són anomenats frares menors, i ells no intenten convertir-se en grans. La seva vocació els ensenya a romandre sempre en condició humil. Manteniu-los així, encara en contra de la seva voluntat, si vostra Eminència els considera útils per a l'Església. I mai, us ho prego, els permeteu convertir-se en prelats ".

### Indulgència a la Porciúncula
Sota el pontificat d'Honori III el 1216, es va promoure la indulgència plenària a favor de tot aquell que visités l'església de Santa Maria dels Àngels de Porciúncula. Va obtenir Francesc aquesta gràcia del papa perquè el pelegrinatge es realitzés una vegada a l'any, però sota forta oposició, ja que pocs llocs podien gaudir de tan alt privilegi.
Des de l'any 1217 41 va organitzar capítols en què els frares menors es reunien per intercanviar experiències; per a l'organització apropiada dels territoris en què els frares s'havien dispersat, va organitzar també províncies d'evangelització.

### Viatge a l'Orient

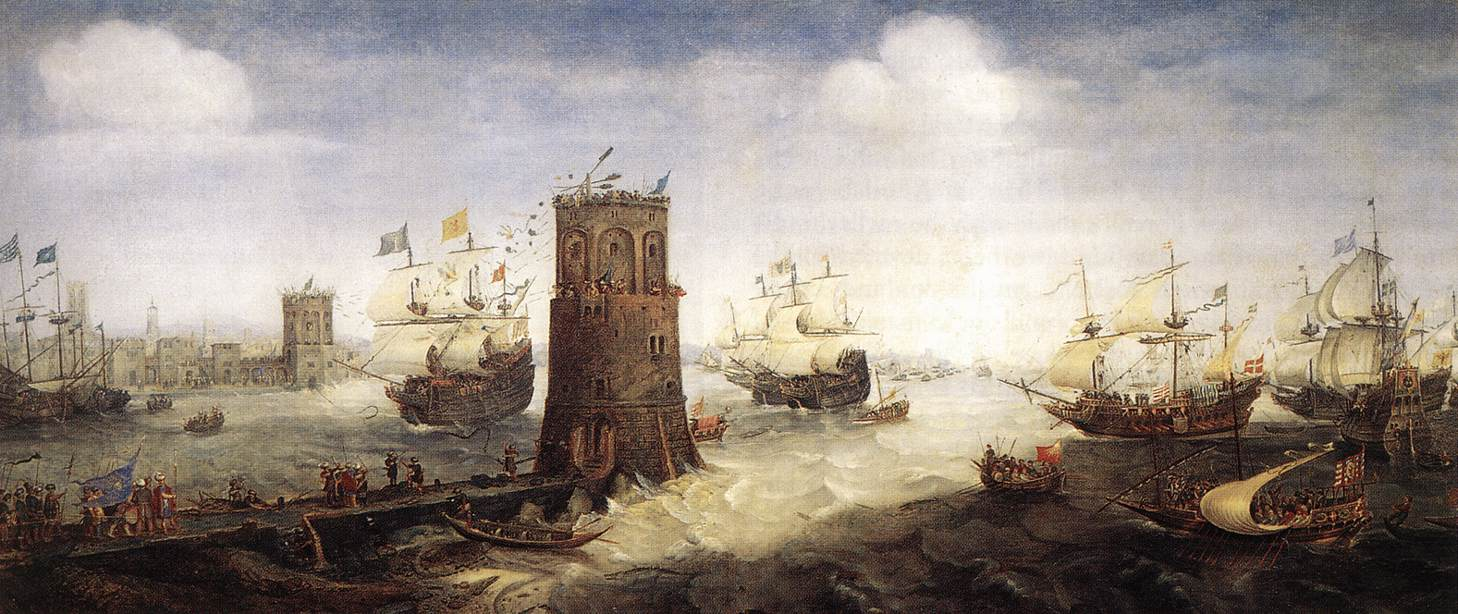
Captura de Damiata durant les croades, oli de Cornelis Claesz. van Wieringen.

Cap al capítol de 1219, l'ordre va tenir les seves primeres dissensions respecte de les normes de pobresa dictades per Francesc. Alguns van persuadir el cardenal Hugolino perquè parlés amb ell, a fi que l'ordre fos dirigida per germans "més savis" i d'acord amb regles com la de Sant Benet, al que el poverello es va oposar recalcant la forma de vida d'humilitat i simplicitat. La innovació que va brollar d'aquesta trobada va ser l'organització de missions a les anomenades "terres paganes".
En 1219 es va embarcar cap a l'orient, passant per Xipre, Sant Joan d'Acre i Damiata al delta del Nil, on els croats estaven sota l'ordre del duc Leopold VI d'Àustria. Allà, Francesc els va prevenir que havia estat alertat per Déu que no realitzessin cap atac; davant les seves paraules, els soldats es van burlar d'ell. El resultat de la següent batalla va ser un desastre per als croats. Va continuar la seva estada i l'estima cap a la seva persona creixia, fins i tot alguns cavallers van abandonar les armes per convertir-se en frares menors.

#### Davant el sultà d'Egipte

Banya lliurat pel sultà d'Egipte a Sant Francesc d'Assís.

Va prendre com a missió la conversió dels musulmans. Per a això es va acompanyar del germà Illuminato per endinsar-se en aquestes terres; en trobar-se amb els primers soldats sarraíns va ser copejat, però immediatament va demanar ser portat davant el sultà d'Egipte al-Malik al-Kamil.
Segons les cròniques de Bonaventura, el poverello, en el seu afany de convertir-lo al cristianisme, va convidar els ministres religiosos musulmans a entrar amb ell en una gran foguera (equivalent a una ordalia o prova de foc), per així demostrar quina religió era la veritable; els mul·làs van defugir la proposta. Francesc va oferir entrar sol i va reptar al Sultà al fet que, si sortia il·lès, es convertiria al cristianisme i incitaria al seu poble a fer-ho; el príncep va rebutjar també aquesta possibilitat. Finalment, les seves pretensions es van frustrar. En reconeixement, el sultà d'Egipte va lliurar a Francesc una banya d'ivori finament tallat que hauria oficiat de passaport en terres musulmanes i que es conserva a la Basílica d'Assís. Temps després, Francesc va obtenir del sultà al-Mu'azzam de Damasc, germà d'al-Malik, permís només per visitar Síria i Terra Santa.

## Crisi i reorganització
L'orde, durant la seva absència, va patir una crisi: hi va haver dissensions, manca d'organització i desacords amb la ruda vida diària. El rumor sobre la mort de Francesc a l'Orient va donar peu a implantar reformes, entre elles certes mesures disciplinàries, dejunis i fins i tot la institució d'una casa d'estudi a Bolonya; molts van considerar aquests canvis contraris a la idea original del fundador. Assabentat d'aquests successos, Francesc va anar a veure el papa Honori III i li va pregar que designés el cardenal Hugolino per reorganitzar l'ordre.
Les noves disposicions van tenir un nou Ministre General, Elías Bombarone, i una nova regla, la de 1221 (Regla no bulada) que entre altres temes va tractar l'any de noviciat, la prohibició de la vagabunderia i de la desobediència davant ordres contràries als principis franciscans.

### El tercer orde
Davant l'increment de les vocacions i el perill d'inclusió de gent de dubtosa vocació espiritual, va néixer l'anomenat Venerable Tercer Orde, per permetre als homes i dones laics viure l'Evangeli després de les petjades de Francesc. Va obtenir el seu estatus legal a 1221 també amb l'ajut del cardenal Hugolino. És en posteriors escrits com es rescata el seu contingut, perquè l'original es va perdre. Consistia de tretze capítols en què es reglamentava la santificació personal dels terciaris, la seva vida social i l'organització de la nova frarnitat.
Sota influència novament d'aquest cardenal, l'ordre va reobrir el convent de Bolonya per a l'estudi, tot i la convicció de Francesc de la primacia de l'oració i la prèdica dels Evangelis per sobre l'educació formal.

### La regla definitiva

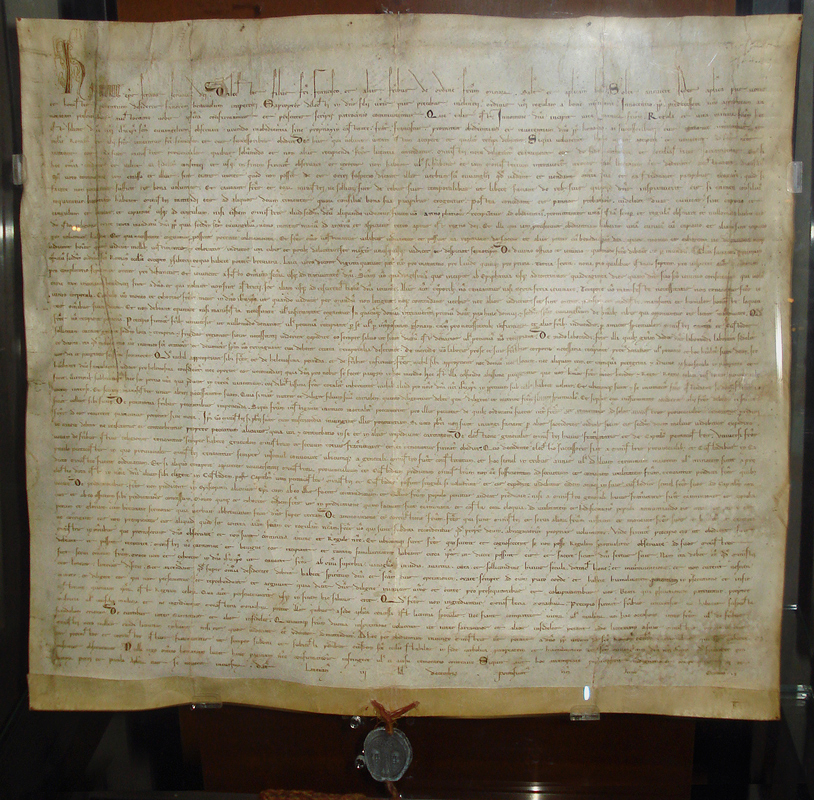
La regla definitiva

Sota la insistència de ministres de l'ordre, va ser obligat a redactar una nova regla, ja que certs opositors a la llavors vigent consideraven que li faltava consistència i definició, i que això li impedia obtenir una aprovació definitiva per part de la Santa Seu. Novament va acceptar les exigències. Per a això es va retirar dues vegades a l'ermita de Fonte Colombo a prop de Rieti, a redactar una regla definitiva sota dejuni i oració. El 29 de novembre de 1223, de nou amb la participació del cardenal Hugolino, la regla va tenir la seva forma definitiva i va ser aprovada pel papa Honori III.

### Nadal a Greccio
Acabada la tasca d'aprovació de la regla definitiva, Francesc va decidir retornar a Umbria. A causa de la proximitat del Nadal, al qual ell tenia especial estima, va voler celebrar-la de manera particular aquest any de 1223; per això va convidar a un noble de la ciutat de Greccio, de nom Joan, a celebrar el naixement de Jesucrist en un turó envoltat d'arbres i plena de coves d'un terreny de la seva propietat.
Va pretendre que la celebració s'assemblés el més possible a la nativitat de Jesús de Natzaret, i va muntar un pessebre amb animals i fenc; pobladors i frares dels voltants van acudir a la missa en processó. Allà el poverello va assistir com a diaca i va predicar un sermó. Tot i que no va ser la primera celebració d'aquest tipus, és considerada un important esdeveniment religiós, una festa única.

### Els estigmes

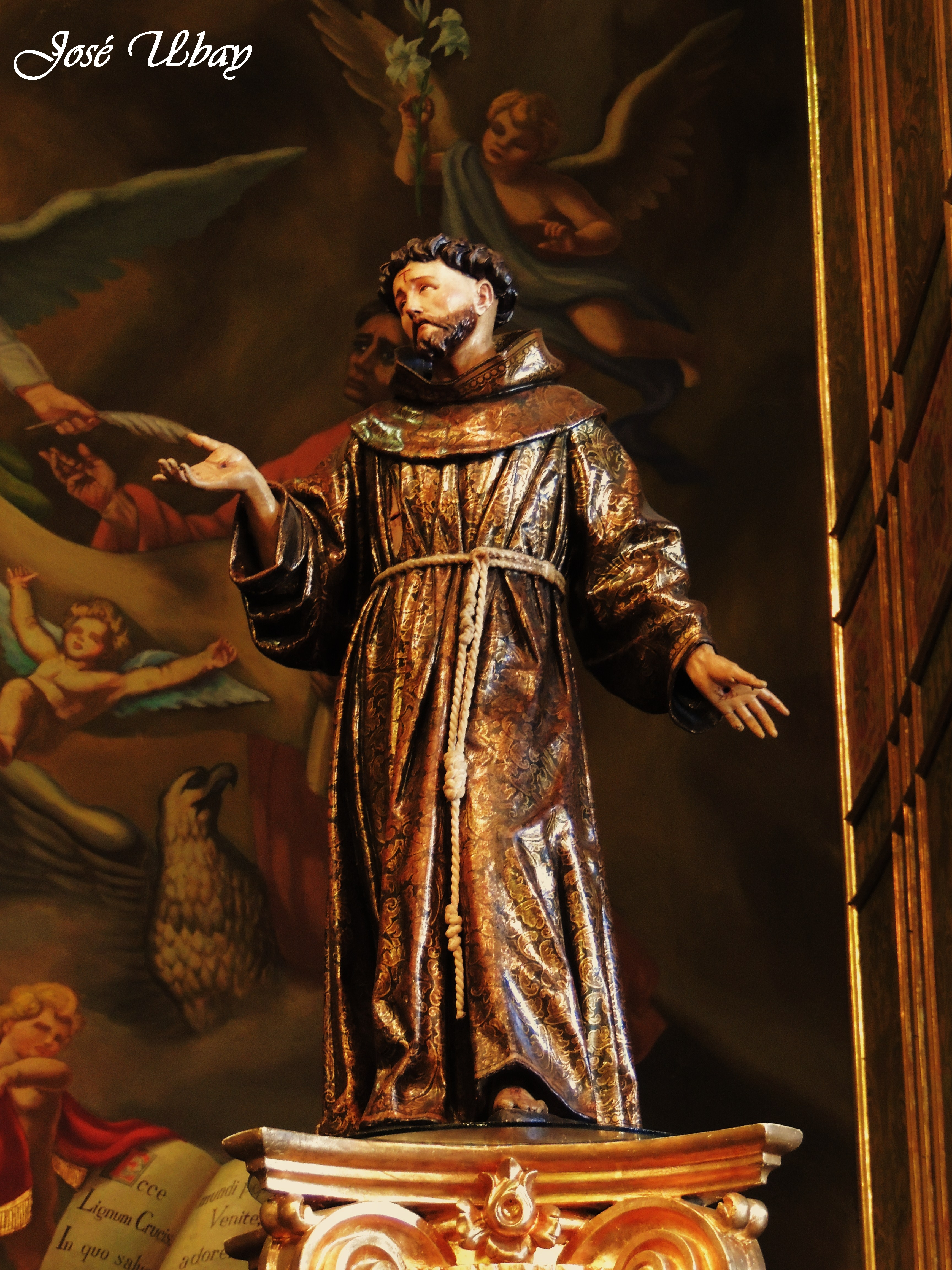
Sant Francesc d'Assís rebent els estigmes segons José d'Arce, imatge de, titular de la Parròquia de Sant Francesc d'Assís i Santuari Marià de la Mare de Déu de la Soledat, Les Palmes de Gran Canària

Francesc va assistir al juny de 1224 al que va ser el seu últim capítol general de l'orde. Cap a principis d'agost va decidir fer un viatge a un lloc aïllat anomenat Muntanya Alvèrnia, a uns 160 quilòmetres a nord d'Assís; va escollir per a aquest viatge a alguns dels seus companys: Lleó, Angelo, Illuminato, Rufino i Masseo, a qui el poverello va posar al comandament del grup.
Estant en el cim, va ser visitat pel comte Orlando, qui portava provisions als germans. Francesc li va demanar construir-li una cabanya a manera de cel·la, on després es va aïllar. La pregària va ocupar un lloc central en la vida de Francesc; per això buscava la vida eremítica, el silenci i solitud interior. Reforçava les seves pregàries prostrant, dejunant, i fins i tot, gesticulant.
En aquest lloc, fra Lleó va ser testimoni dels actes de la seva solitud: laments pel futur de l'ordre i estats d'èxtasi. En saber que era espiat, va decidir anar-se'n a un lloc més apartat en una sortint de muntanya. A la festa de l'Assumpció Francesc va decidir fer un dejuni de quaranta dies.
Per ordres del poverello, fra Lleó el visitava dues vegades per portar-pa i aigua. Segons els relats que van recollir els testimonis de Lleó, aquest va ser testimoni de l'aproximació i allunyament d'una bola de foc que baixava del cel; per aquest prodigi, Francesc li va comentar que alguna cosa gran estaria per ocórrer. Li va fer obrir tres vegades el missal per trobar resposta, i les tres vegades es va obrir en la història de la Passió de Jesús.
Probablement el 14 de setembre de 1224, pregar per rebre dues gràcies abans de morir: sentir la passió de Crist, i una malaltia llarga amb una mort dolorosa. Després d'intenses oracions, llavors en un tràngol profund -segons relat de Sant Buenaventura-— suposadament se li va presentar un serafí envoltat per sis ales angèliques, i li va imprimir els senyals de la crucifixió a les mans, els peus i el costat; posteriorment, els seus germans van veure els estigmes de Francesc, que ell va conservar per la resta de la seva vida. És el primer cas conegut de la història en què li aparegueren estigmatitzacions visibles i externes. No obstant això, es diu que Francesc -igual que altres sants estigmatitzats- va fer tot el possible per ocultar-los a la vista dels altres per considerar indigne, no del dolor que sentia, sinó de ser portador dels senyals de la Passió de Crist. Per això, va ser des de llavors amb les mans ficades entre les mànigues de l'hàbit, i amb els peus coberts per mitges i sabates.

### Mort
Va retornar a la Porciúncula acompanyat només per Lleó; en el seu camí hi va haver mostres de veneració a l'estigmatitzat, aparentment el seu acompanyant feia saber a tots sobre el prodigi. Mentrestant, la seva salut -que des de molt temps abans mai va ser bona del tot- empitjorava: El sagnat de les ferides el feia patir constantment. L'estiu de 1225 va passar un temps a Sant Damià sota la cura dels seus cercles pròxims.
Va ser durant aquesta temporada quan va compondre el Càntic de les criatures, que va fer també cantar als seus companys. Es va encaminar després a Rieti, envoltat de l'entusiasme popular per tocar-lo o arrencar algun trosset de la paupèrrima saia que vestia, i es va instal·lar al palau del bisbe. Després es va allotjar en Fonte Colombo, on va ser sotmès a tractament mèdic, que va incloure cauteritzar amb un ferro ardent la zona des de l'orella fins a l'altura de la cella d'un dels seus ulls; segons els relats, Francesc no va sentir dolor en "xerrar" amb el foc perquè no el ferís. Un altre intent per ser tractat per renomenats metges va ser fet a Siena, sense bon resultat.
Va desitjar tornar a la Porciúncula a passar els seus últims dies. Va arribar a Assís i va ser portat al palau del bisbe i protegit per homes armats, ja que la localitat estava en estat de guerra. En el seu llit va escriure el seu testament. En els seus últims moments va entonar novament el seu Càntic a el Germà Sol -al que va agregar un nou vers dedicat a la germana Mort- al costat d'Angelo i Lleó.

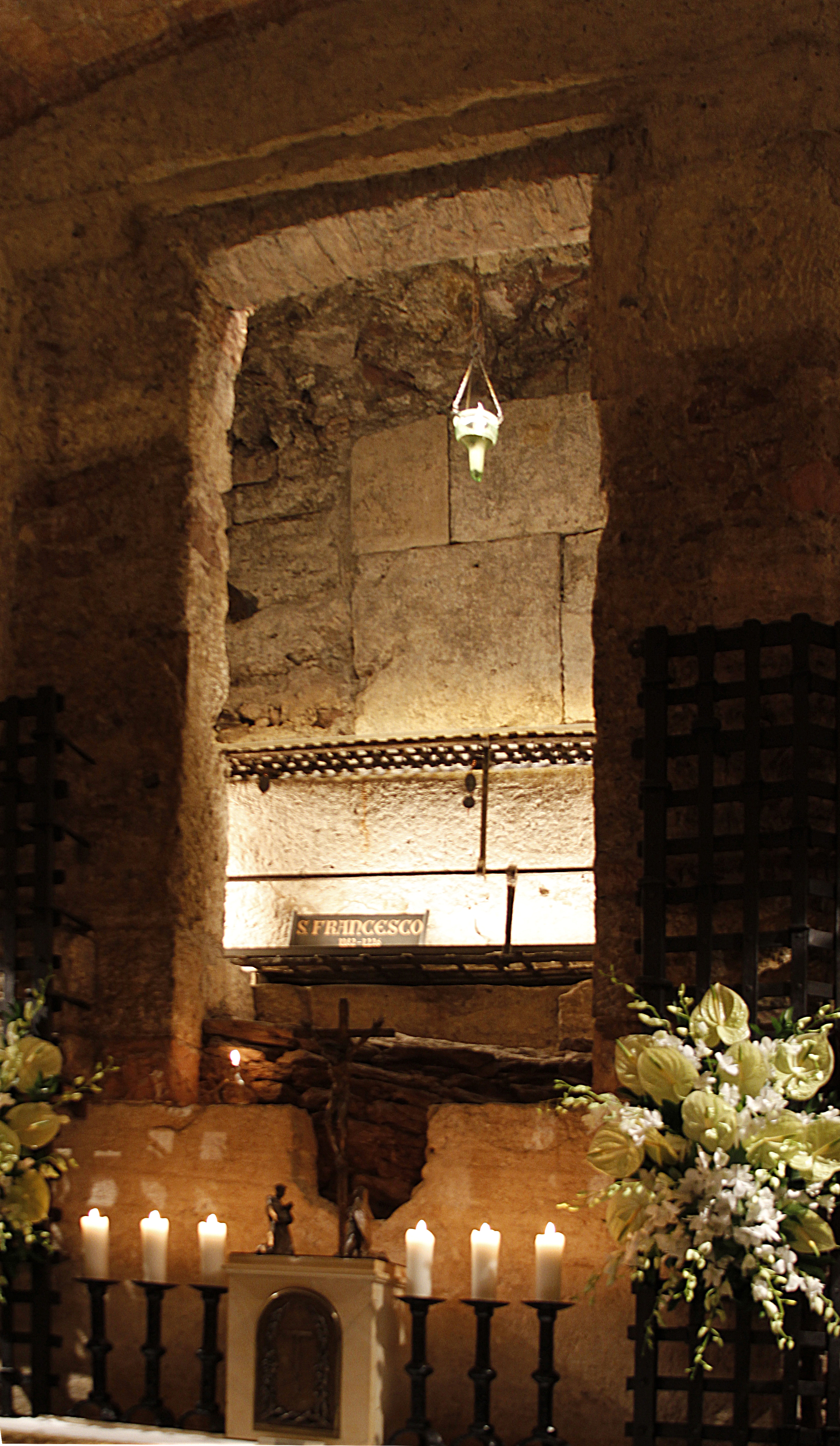
Tomba del sant, a la basílica d'Assís

D'acord amb el seu últim desig, va ser encaminat a la Porciúncula, on es va establir en una cabana propera a la capella. Va morir el 3 d'octubre de 1226 a l'edat de 44 anys.
Així relata Sant Bonaventura la verificació de les nafres de Francesc després de la seva mort:
| «                                                        | En emigrar d'aquest món, el benaurat Francesc va deixar impreses en el seu cos els senyals de la Passió de Crist. Es veien en aquells feliços membres uns claus de la seva mateixa carn, fabricats meravellosament pel poder diví i tan connaturals a ella, que, si se'ls pressionava per una banda, a l'hora sobresortien per l'altra, com si fossin nervis durs i d'una sola peça. Va aparèixer també molt visible en el seu cos la nafra del costat, semblant a la del costat ferit del Salvador. L'aspecte dels claus era negre, semblant al ferro; mes la ferida del costat era rogenca i formava, per la contracció de la carn, una mena de cercle, presentant-se a la vista com una rosa bellíssima. La resta del seu cos, que abans, tant per la malaltia com per la seva manera natural de ser, era de color bru, brillava ara amb una blancor extraordinària. Els membres del seu cos es mostraven a el tacte tan tous i flexibles, que semblaven haver tornat a ser tendres com els de la infància. Tan aviat com es va tenir notícia del trànsit del benaurat Pare i es va divulgar la fama del miracle de l'estigmatització, el poble en massa va acudir de seguida al lloc per veure amb els seus propis ulls aquell portent, que dissipés tot dubte de les seves ments i satisfés de goig seus cors afectats pel dolor. Molts ciutadans d'Assís van ser admesos per contemplar i besar les sagrades nafres. Un d'ells anomenat Jeroni, cavaller culte i prudent a més de famós i cèlebre, com dubtés d'aquestes sagrades nafres, sent incrèdul com Tomàs, va moure amb molt fervor i audàcia els claus i amb les seves pròpies mans va tocar les mans, els peus i el costat del Sant en presència dels germans i d'altres ciutadans; i va resultar que, a mesura que anava palpant aquells senyals autèntiques de les nafres de Crist, amputava del seu cor i del cor de tots la més lleu ferida de dubte. Per la qual cosa des de llavors es va convertir, entre d'altres, en un testimoni qualificat d'aquesta veritat coneguda amb tanta certesa, i la va confirmar sota jurament posant les mans sobre els llibres sagrats.. | » |
| — Sant Bonaventura, Llegenda Major de Sant Francesc 15,4 | |   |

A l'endemà, el seguici fúnebre es va encaminar cap a San Damiano i després a San Giorgio, on va ser sebollit. Va ser canonitzat el 16 de juliol de 1228. Les seves restes es troben a la Basílica de Sant Francesc a Assís.

## Persones properes a Francesc d'Assís

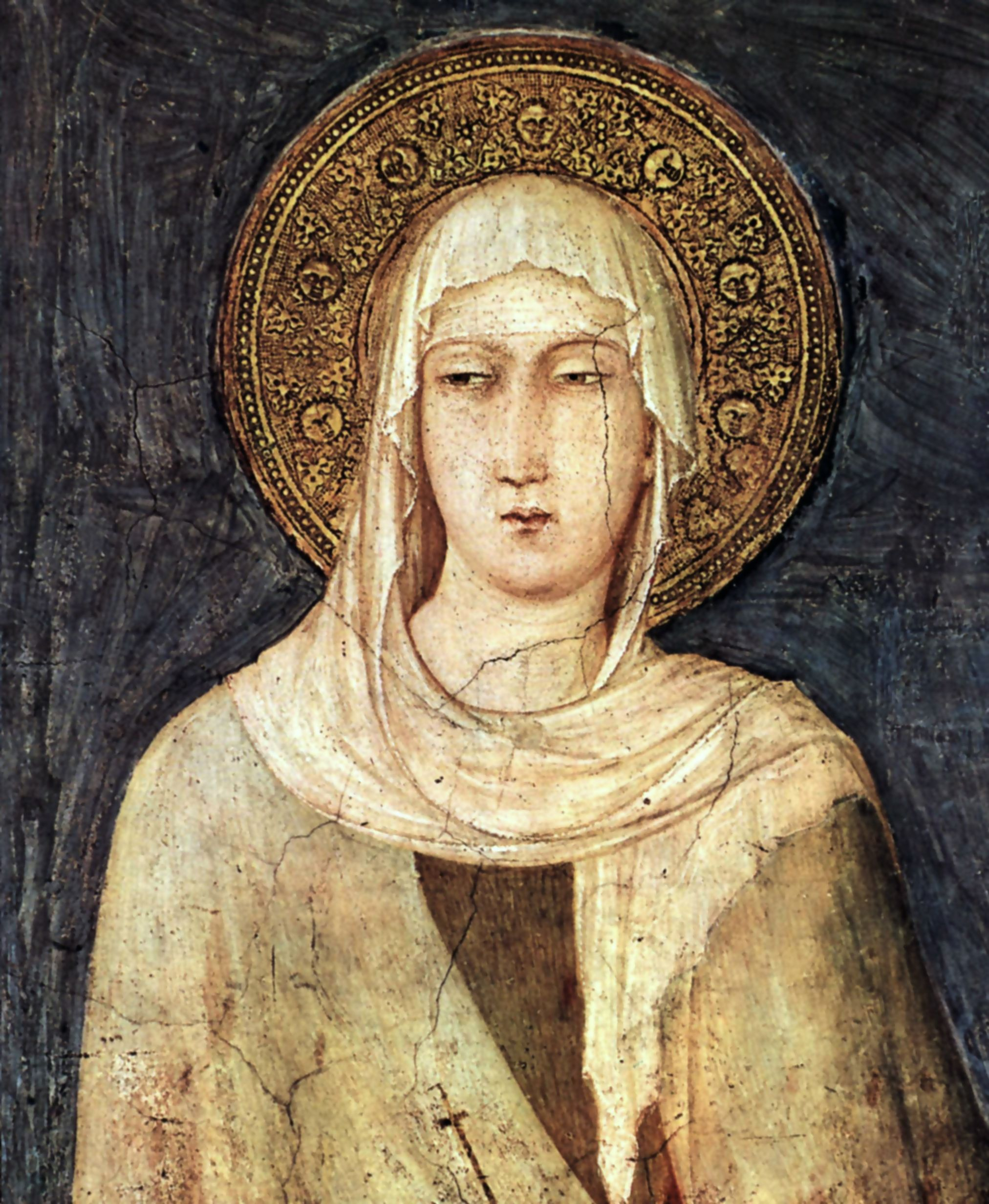
Representació de Clara d'Assís, en un fresc de Simone Martini.

- Bernard di Quintavalle. El primer dels seguidors de Francesc,[70] a qui es va unir el 16 d'abril de 1208. Va morir el 1241.
- Pietro Cattani, o Cattanio o di Cattaneo. Va néixer cap a 1180 i va morir a 1221. De família noble, va estudiar i es va convertir en jurista. Es va unir a Francesc el 16 d'abril de 1208.
- Gil o Egidi d'Assís. Va néixer cap a 1190 i va morir en 1262. Va ser un agricultor i es va unir a Francesc el 23 d'abril de 1208. Un dels més devots seguidors de la pràctica franciscana; va realitzar viatges a Roma, Santiago de Compostel·la i Terra Santa.[71]
- Posteriorment, es van unir Sabatino, Morico, Giovanni della Cappella, Filippo Longo (va néixer a any desconegut i va morir a 1259), Silvestro (anomenat també Giovanni da Sanconstanzo), Barbaro i Bernardo de Vigilanzio, i finalment Angelo Tancredi (va morir en 1258), completant 11 seguidors de Francesc.[72][73]
- Després de la seva visita al papa Innocenci III, s'uneixen els frares Masseo (da Marignano o da Marigliano, dedicat a la guàrdia de les instal·lacions,[74] va morir en 1280), Leone (molt proper a la vida del poverello com el seu confessor i secretari.[75] Testimoni dels moments previs a l'estigmatització de Francesc. Després de rebre els estigmes, Francesc li va obsequiar la famosa "Benedicció a fra Lleó"); Elia (Coppi, Elia Buonbarone o Elías de Cortona, va néixer a 1178 i va morir a 1253, va ser un jurista i polític) Ginepro (anomenat per Clara el Juglar de Déu; de personalitat jovial, divertida i pintoresca.[76] Segons els relats, Francesc va dir alguna vegada: "Els meus germans, si només tingués un bosc ple de junípers ..."[77] Va néixer cap a 1190 i va morir el 1258), Tommaso da Celano (el seu primer biògraf) i Pacífic (Guglielmo Divini).[72]
- Rufino. Cosí de Clara d'Assís, d'ascendència noble. De caràcter tímid i temorós de parlar en públic; costat de Lleó i Angelo, protagonista de la Llegenda dels tres companys.[78] Va morir el 1249.
- Angelo Tarlati. Un militar que va deixar les armes per entrar a l'ordre.[79]
- Antoni de Pàdua. Anomenat per Francesc "el meu bisbe". De gran erudició i facilitat de paraula. Va ser proclamat doctor de l'Església el 1245.[80]
- Clara d'Assís. Nascuda Clara Scifi i de família noble, va tenir com a model de la seva conversió a Francesc i el va seguir. Junts van organitzar el Segon Orde Franciscà o germanes clarisses. Francesc va posar confiança en els seus consells.[81]
- Giacoma Frangipane de 'Settesoli, coneguda com Jacopa de' Settesoli o fra Jacopa. D'ascendència noble romana, i de caràcter viril i enèrgic, va abraçar la vida religiosa en quedar vídua. A l'igual que la Clara, va ser molt apreciada per Francesc.[82] Va néixer vers el 1190 i va morir cap a 1239.

## Oració i predicació

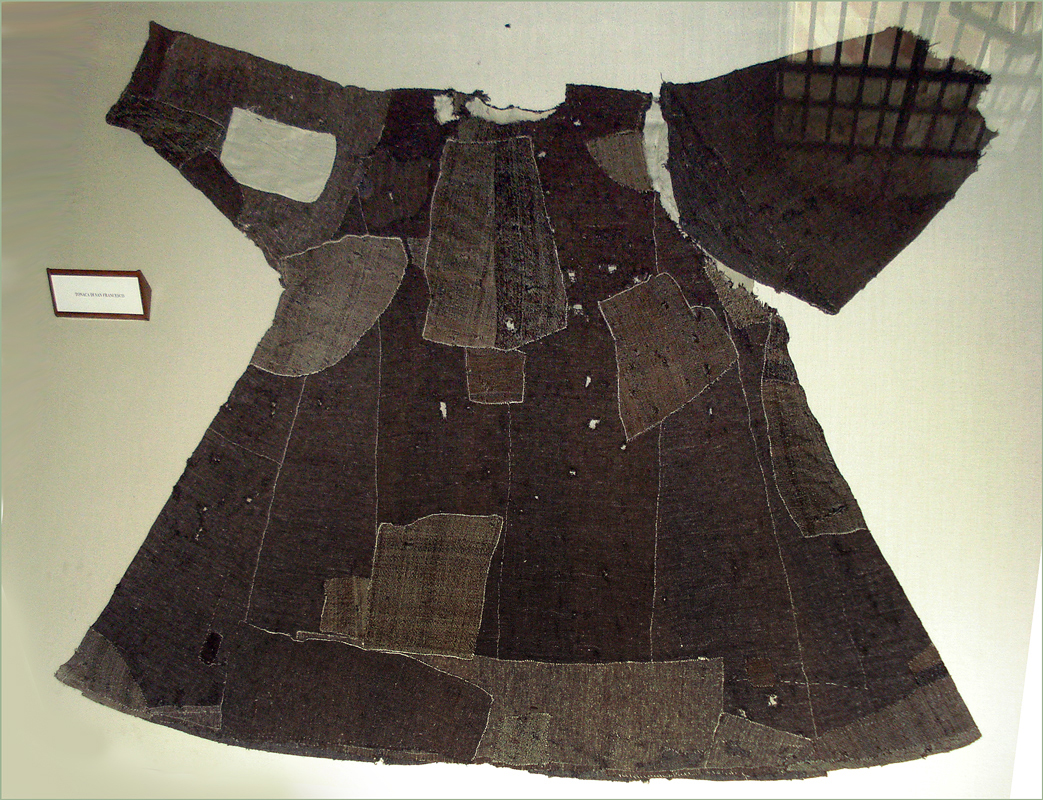
Hàbit de sant Francesc.

L'oració ocupà un espai preferent en la vida de Francesc d'Assís; per això buscava la vida eremítica, el silenci i la soledat interior. Reforçava les seves pregàries postrant-se, dejunant, i fins i tot, gesticulant.
Com que no era sacerdot, en lloc d'impartir doctrina, practicava una predicació exhortativa, és a dir, incitava a la conversació i a viure una vida evangèlica; predicava donant exemple, seguint un estil de vida aliada amb la pobresa. La seva manera de predicar era per mitjà de laudes o lloances, amb l'objectiu de cridar l'atenció de les persones a honrar l'Ésser Suprem.

Segons Tomàs de Celano: 
| « | Quan, estant en públic, se sentia de sobte afectat per visites del Senyor, per a no estar ni llavors fora de la cel·la, feia del seu mantell una petita cel·la... sempre trobava la manera d'ocultar-se a la mirada dels presents... fins al punt de pregar entre molts sense que ho advertissin en l'estretor de la nau.. | » |

## Obra escrita i primeres biografies

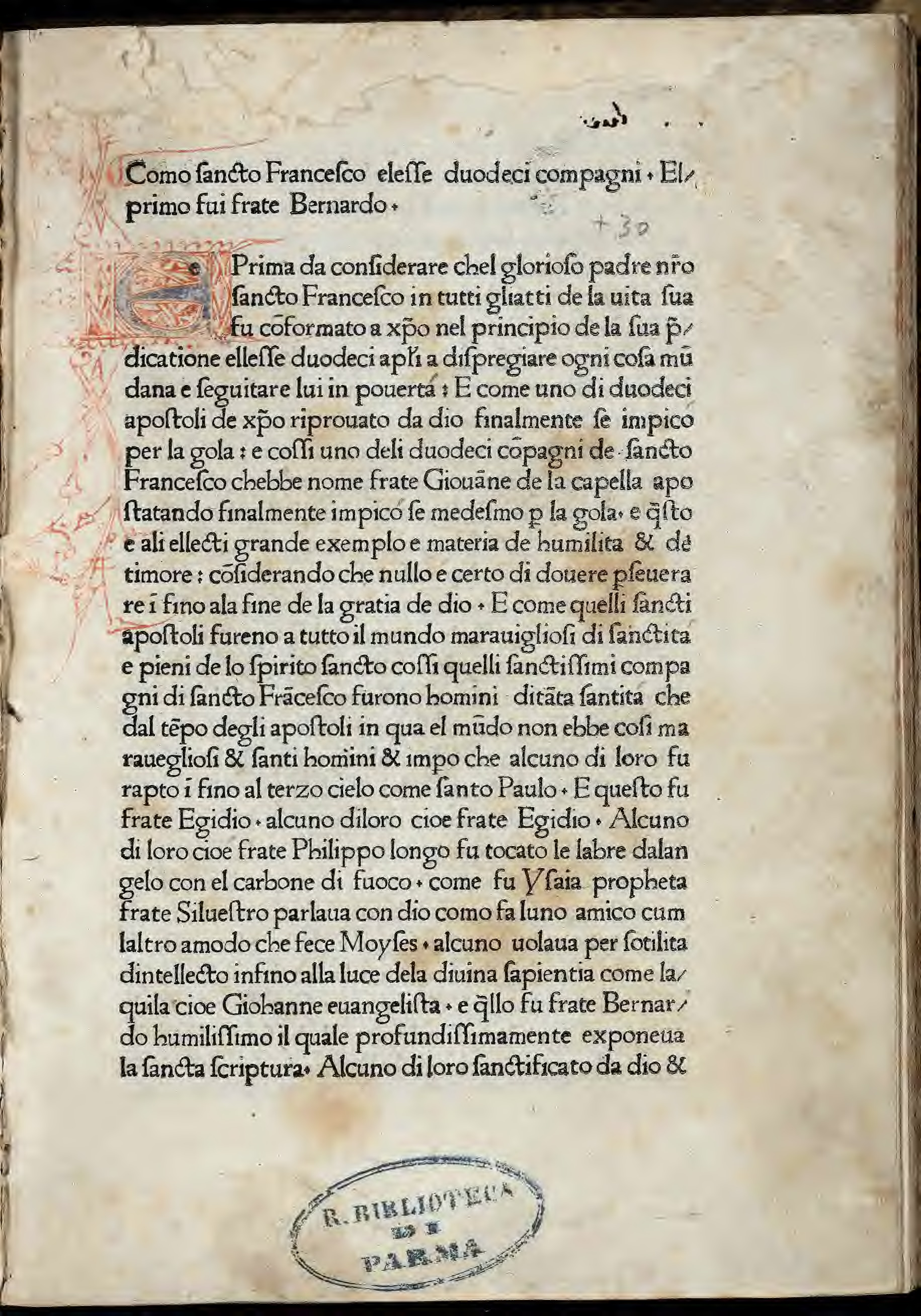
Fioretti

Entre els escrits reconeguts a Francesc d'Assís hi ha els següents:
- Càntic de les criatures o Càntic del germà Sol
- Lloances de totes les hores
- Carta a tot l'orde
- Carta a fra Lleó
- La veritable joia
- Carta a les autoritats, etc.

Aquest és un recull de les primeres biografies sobre la figura de Francesc d'Assís:
- Llegenda primera (Legenda Prima), de Tomasso Celano (1228–1230).
- Espill de perfecció (Speculum Perfectionis), d'autor desconegut.
- Llegenda segona (Legenda Secunda), de Tomasso Celano (1247).
- Llegenda major de sant Francesc (Legenda Maior), de Bonaventura de Bagnoregio (1263).
- Llegenda dels tres companys (Legenda Trium Sociorum) (1270–1300).

## Llegat
A sant Francesc es deu la primera representació del pessebre, que va fer en una cova de Greccio. Poc abans de morir, va compondre el seu himne al germà Sol o de les criatures, que vist amb una perspectiva actual, hom pot considerar-lo tot un càntic a l'ecologisme.
L'orde dels franciscans ha tingut un paper determinant en la història de l'Església per la seva defensa de la pobresa i la relació personal amb Déu.

### A la literatura
Dante Alighieri recorda la figura de Francesc, guia de la núvia de Crist, al cant 11 del Paradís de la Divina Comèdia i descriu el seu "casament místic" amb Madonna Pobresa, que
| ...privata del primo marito millecent'anni e più dispetta e scura fino a costui si stette senza invito\|vv.64-66 | "... privada del seu primer marit mil cents anys i més molesta i fosca fins que va romandre sense invitació" |

i qui abans de morir confia als seus deixebles: 
| a' frati suoi, sì com'a giuste rede raccomandò la donna sua più cara e comandò che l'amassero a fede\|vv.112-114 | "Als seus frares, de la mateixa manera que va recomanar la seva dona més estimada als justos reduïts i els va manar que l'estimessin amb fe" |

La novel·la de 1956 de l'escriptor grec Nikos Kazantzakis titulada Ο Φτωχούλης του Θεού (El pobre home de Déu) explica la història de Sant Francesc reelaborant les seves dades històriques i hagiocràfiques i ressaltant els seus elements espirituals.

#### Les Floretes

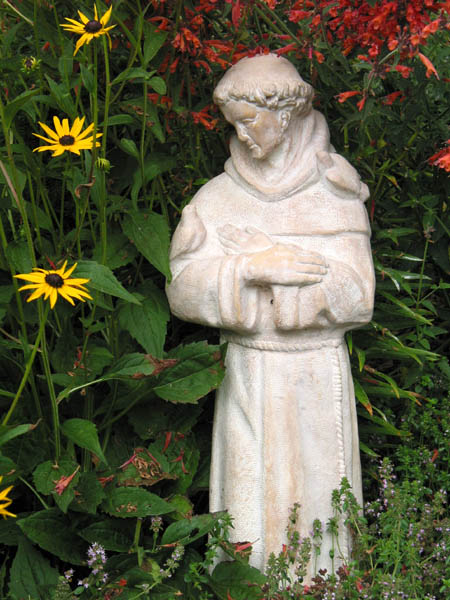
Estàtua de jardí de Sant Francesc d'Assís, amb les tórtores a les que va salvar de morir.

Els Fioretti -d'autor anònim- són un recull de fets de Francesc, d'alguns dels frares que l'acompanyaven i de sant Antoni de Pàdua. Escrits durant la segona meitat del segle xiv, no constitueixen una biografia sinó una exaltació de les virtuts del poverello i de la seva vida simple per edificació del lector.
Per exemple, en la història de Com Francesc va lliurar la ciutat de Gubbio d'un llop ferotge, el poverello va anar a buscar a la fera que atacava als habitants de la localitat. Va aconseguir fer un pacte amb ell en "convèncer-lo" de no seguir les seves malifetes a canvi que els pobladors li donarien el suport que necessitava. La bèstia va posar una pota davantera sobre la mà de Francesc en senyal d'assentiment. Va aconseguir conviure amb la gent i va morir dos anys després de vell.
Altres: Com Sant Francesc va ser a convertir el sultà de Babilònia, Com un jove va regalar unes tórtores a San Francesc..., Com Sant Francesc va sanar a un leprós d'ànima i cos, etc.
Tradicionalment conté 53 capítols; a través del temps es van agregar altres relats que tenen com a protagonistes els frares Juníper i Gil. D'aquest últim hi ha uns denominats "Doctrina i dits". Altres narren l'estigmatització del sant catòlic.

### Al cinema i a la televisió
Sant Francesc ha inspirat nombrosos directors:
- 1911: la pel·lícula muda Il poverello di Assisi, dirigida per Enrico Guazzoni.
- 1918: la pel·lícula muda Frate Sole, dirigida per Ugo Falena i Mario Corsi
- 1927: la pel·lícula muda Frate Francesco, dirigida per Giulio Antamoro.
- 1950: la pel·lícula Francesco, giullare di Dio, dirigida per Roberto Rossellini.
- 1961: la pel·lícula Francesco d'Assisi, dirigida per Michael Curtiz.
- 1966: drama televisiu Francesco d'Assisi, dirigida per Liliana Cavani.
- 1972: la pel·lícula Fratello sole, sorella luna, dirigida per Franco Zeffirelli.
- 1989: la pel·lícula Francesco, dirigida per Liliana Cavani. La pel·lícula es va projectar en una exposició organitzada a Montreal per Ivan Scinardo titulada Francesco al cinema.
- 2002: la minisèrie televisiva Francesco, dirigida per Michele Soavi.
- 2007: la minisèrie televisiva (2 episodis) Chiara e Francesco, dirigida per Fabrizio Costa.
- 2011: curtmetratge Walking with Francis, dirigida per Jeremy Culver.
- 2014: la minisèrie televisiva (2 episodis) Francesco, dirigida per Liliana Cavani.
- 2016: la pel·lícula Il sogno di Francesco, dirigida per Renaud Fely i Arnaud Louvet.

### A la música clàssica
- 1880: Preludi del Càntic del Sol de San Francesco d'Assisi S.499a per a piano o orgue, Franz Liszt (Raiding 1811- Bayreuth 1886).
- 1880: Cantico del Sol di San Francesco d'Assisi S.4 per a orquestra, orgue, cor masculí i baríton solitari (en 2 versions), Franz Liszt (Raiding 1811- Bayreuth 1886).
- 1881: Cantico del Sol de San Francesco d'Assisi S.499, transcripció per a piano, Franz Liszt (Raiding 1811- Bayreuth 1886)
- 1863: llegenda N° 1 Sant Francesc d'Assís: predicació als ocells S.175 / 1 per a piano, Franz Liszt (Raiding 1811- Bayreuth 1886).
- 1924: Laudes de Sant Francesc d'Assís. Der Sonnengesang des heiligen Franziskus von Assisi Canticle de les criatures per a cor, solos, veus infantils, orgue i orquestra, op. 25, d' Hermann Suter (Kaiserstuhl, 1870 - Basilea, 1926).
- 1948: Quatre petites prières de saint François d'Assise FP 142 per a veus masculines a cappella, Francis Poulenc (París, 1899 - París, 1963).
- 1974: Cantico del Sole, per a cor polifònic a cappella, William Walton .
- 1975-1983: obra Saint François d'Assise, Olivier Messiaen .

### Al teatre i musicals
- 1981: Forza Venite Gente, de Michele Paulicelli
- 2004: Chiara di Dio, de Carlo Tedeschi

## Francesc d'Assís en l'art / iconografia
Sant Francesc ha inspirat molts pintors. L'obra datada més antiga que el representa és el Sant Francesc i les històries de la seva vida de Bonaventura Berlinghieri a l'església de Sant Francesc de Pescia, executada el 1235, només nou anys després de la mort del sant. Semblants a aquest panell hi ha altres obres del segle xiii, com ara el retaule de sant Francesc de la capella Bardi (basílica de la Santa Creu de Florença). Altres primeres obres, útils per entendre la fesomia del sant, són el retrat pintat per Cimabue al costat de la Majestat d'Assís, a la basílica de Sant Francesc d'Assís, o la taula del Museu de Santa Maria degli Angeli que es diu que estava a la tapa de la tomba del sant.
Entre els cicles complets d'històries franciscanes, a part dels petits esdeveniments narrats als laterals de les taules del segle xiii, el del Mestre de Sant Francesc de la basílica inferior és el més antic (cap al 1253), seguit del famós cicle de sant Francesc de Giotto (segons l'atribució tradicional) a la basílica superior de Sant Francesc d'Assís, datada als anys noranta del segle xiii. Giotto (aquesta vegada sense dubtes d'atribució), va desenvolupar el tema a la basílica franciscana de Florència, Santa Croce, a la capella Bardi. Al segle xiv les històries franciscanes van ser abordades per Taddeo Gaddi (panells de Santa Croce) i al segle xv per Benozzo Gozzoli, a l'església de Sant Francesc de Montefalco, de Domenico Ghirlandaio, a la capella Sassetti de Florència, de la Sassetta (Políptic de Sansepolcro).
L'exemple franciscà que va subratllar la compassió pel sofriment de Crist va imposar una nova representació del crucifix: ja no és el Crist triumphans, és a dir, triomfant (amb els ulls oberts i en absència hieràtica de dolor), sinó Crist patiens, que està patint, amb el cap reclinat en una ganyota de dolor i el cos mort, flàccid. L'anomenat mestre bizantí del crucifix de Pisa va ser potser el primer artista a portar aquesta representació a Itàlia (o almenys és el primer que es coneix avui), que després es va desenvolupar, encarregat pels mateixos franciscans, per Giunta Pisano, de Cimabue i de Giotto i els seus seguidors .
En l'època barroca i a la península Ibèrica, el pintor català Francesc Ribalta (Solsona, 1565 - València, 1628) té unes quantes pintures destacables sobre el tema de sant Francesc. El pintor extremeny místicobarroc Francisco de Zurbarán (Fuente de Cantos, Badajoz, 1598 - Madrid, 1664) pintà un bon nombre de quadres de temàtica franciscana, com ara Sant Francesc d'Assís segons la visió del papa Nicolau V, que es troba al MNAC. També hi ha alguna obra del cercle del pintor andalús Francisco Herrera el Vell (Sevilla, ca. 1590 – Madrid, ca. 1656), entre molts altres.
Ja al segle XX tenim exemples com les il·lustracions en aquarel·la sobre la vida del sant que va fer el pintor valencià Josep Benlliure i Gil (Cabanyal-Canyamelar, 1855 - València, 1937) pel llibre San Francisco de Asís, amb comentaris del mossèn Antoni Torró, publicat a València el 1926.
En el camp de la pintura avantguardista, tenim, per exemple, a Joan Miró, que va il·lustrar el poema Càntic del sol, de Francesc d'Assís en versió de Josep Carner, publicat el 1975 (Editorial Gustau Gili, Bcn). També apareix en el llibret publicat per la Galeria 42 de Barcelona arran de la exposició de les obres de Miró que il·lustren el poema del sant i altres obres seves fetes per acompanyar uns poemes del JV Foix el maig-abril del 1975.
Tampoc no cal oblidar que, apart de les obres mencionades, hi ha una munió de retaules medievals i obres posteriors amb el sant figurat en diverses parts del món, ja que ha sigut prou important en l'univers cristià. Com a petit exemple, alguns que provenen del nostre racó d'Europa que no s'han mencionat a dalt:
- Pintures murals de la cel·la de Sant Miquel del Monestir de Pedralbes (segle XIV)
- Retaule pintat procedent de l'església de Santa Maria de Castelló de Farfanya, segle xiv (Museu de Lleida)
- Taula de sant Antoni abat i sant Francesc, atribuïda a Pere de Valldebriga, segle xiv (Museu de Lleida)
- Bancal del retaule de sant Pere de Púbol, de Bernat Martorell, Segle XV (Museu d'Art de Girona)
- Sant Francesc rebent els estigmes, pintura d'escola valenciana, finals del s. XV (Lisboa, Museu Nacional d'Art Antic)

### Galeria d'imatges
Aquí podeu veure unes quante imatges en la iconografia religiosa.

Basílica a Assís i galeria de pintures medievals i modernes
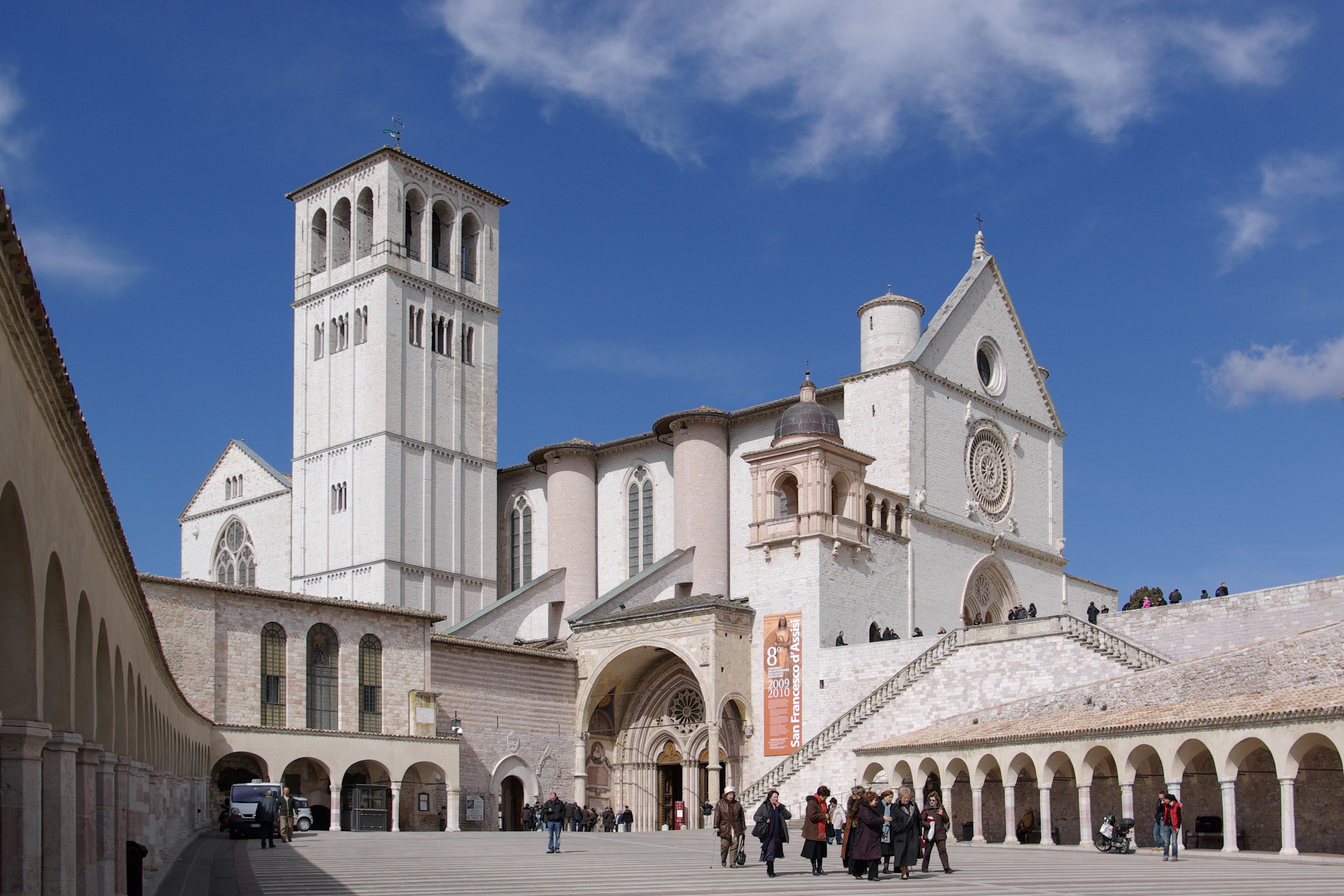
Basílica de Sant Francesc d'Assís
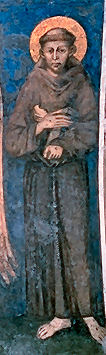
Fresc de Cimabue, una de les representacions més antigues del sant
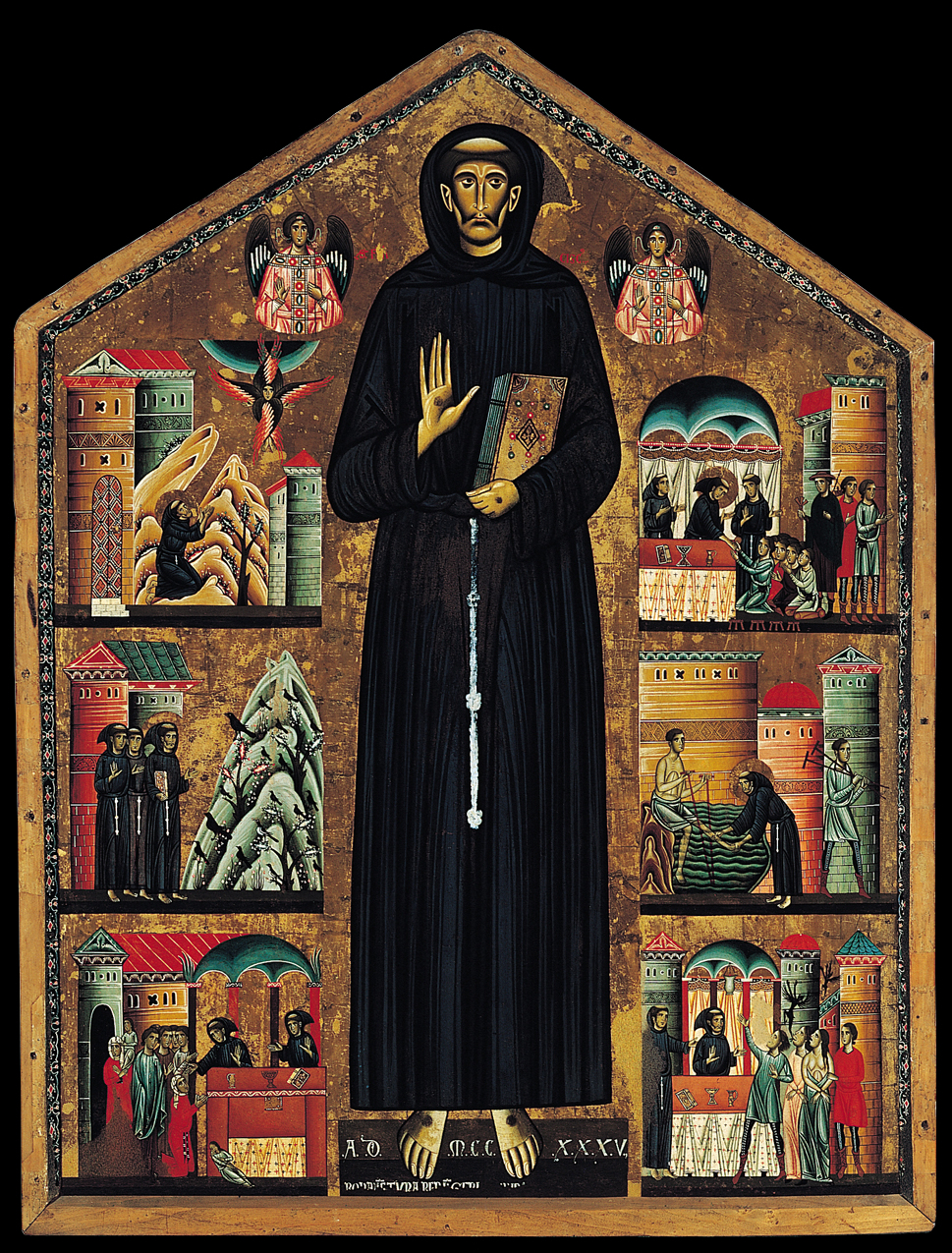
Sant Francesc i història de la seva vida, tremp sobre fusta, 1235, església de Sant Francesc, Pescia
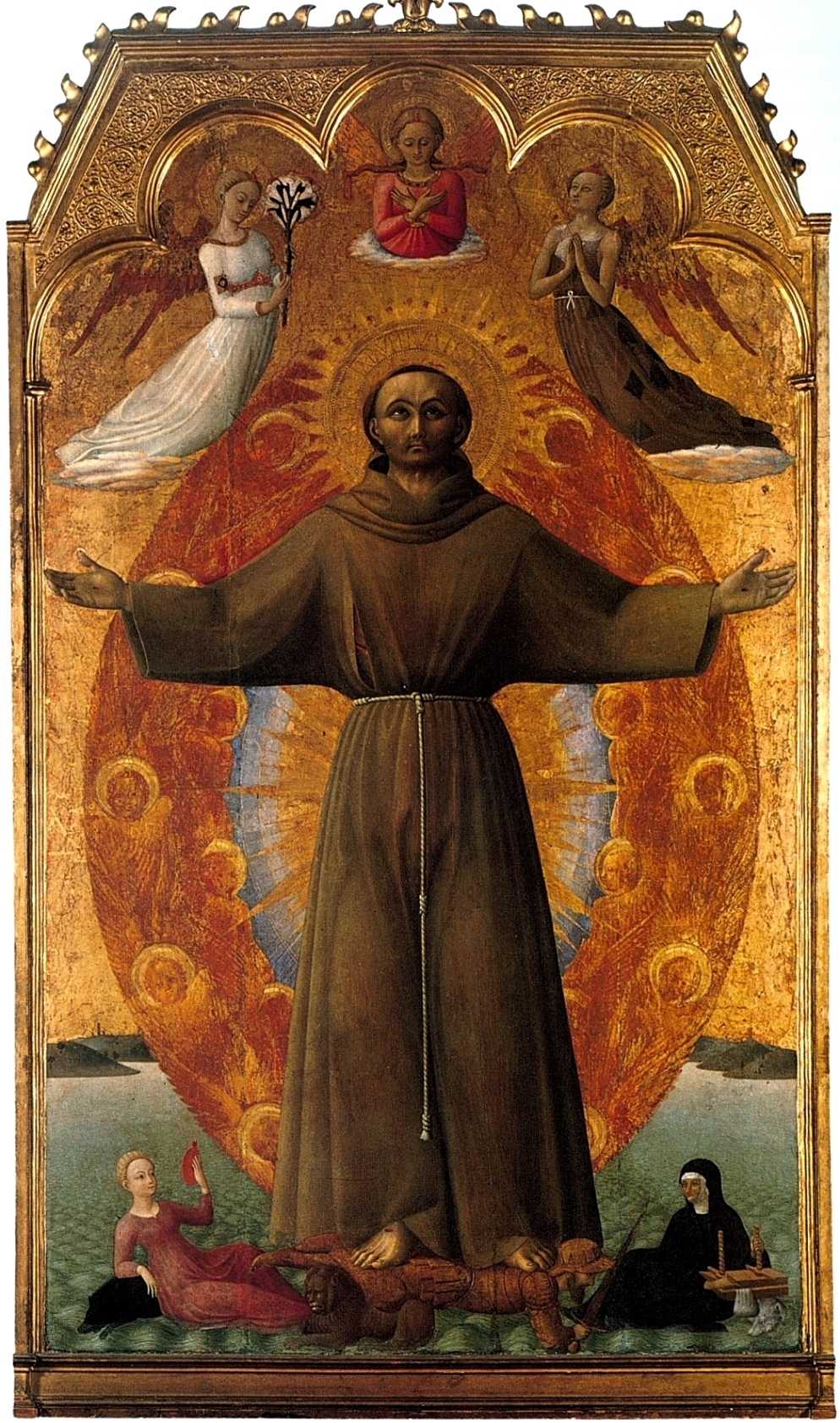
L'èxtasi de sant Francesc (1444), Stefano di Giovanni
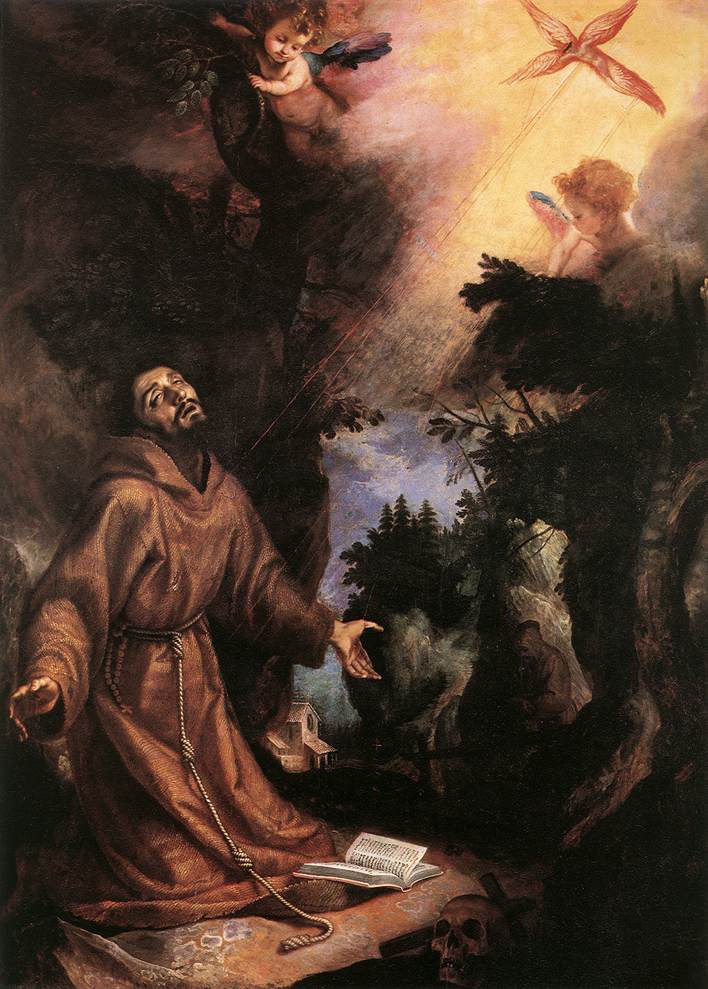
Sant Francesc rep els estigmes, Cigoli, 1596
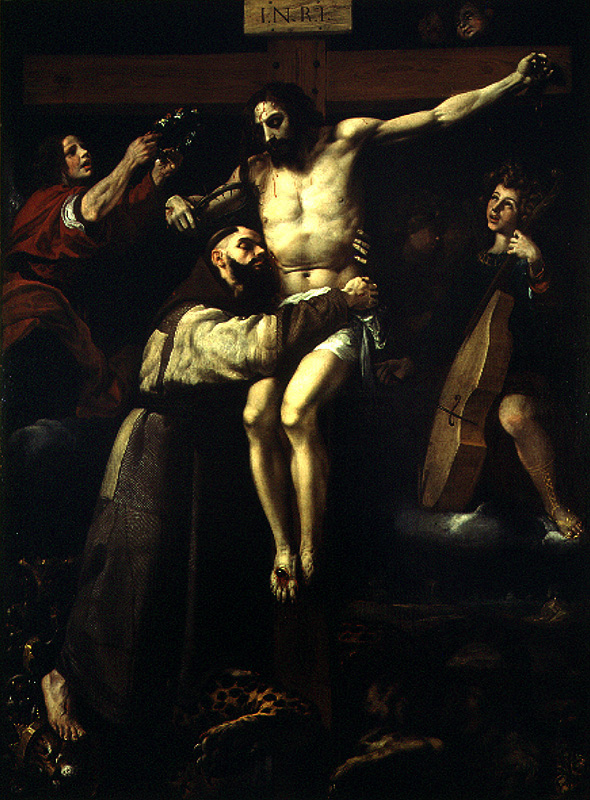
Abraçada de sant Francesc d'Assís al Crucificat (ca. 1620), Francesc Ribalta (Solsona, 1565 - València, 1628). Museu de Belles Arts de València
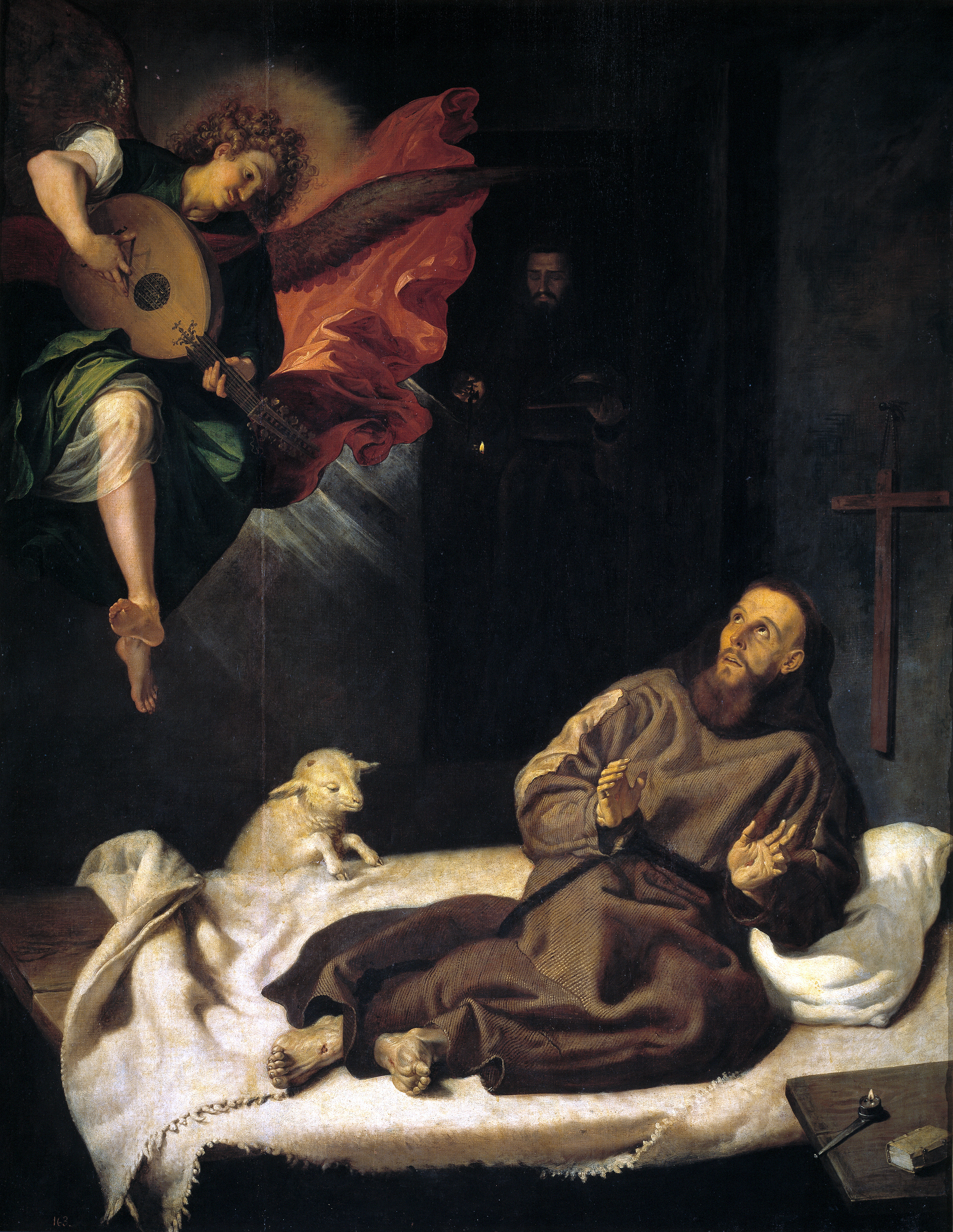
Sant Francesc reconfortat per un àngel músic (ca. 1620), Francesc Ribalta (Solsona, 1565 - València, 1628). Museu del Prado
Sant Francesc en oració, cercle de Francisco Herrera el Vell (Sevilla, ca. 1590 – Madrid, ca. 1656).[97]
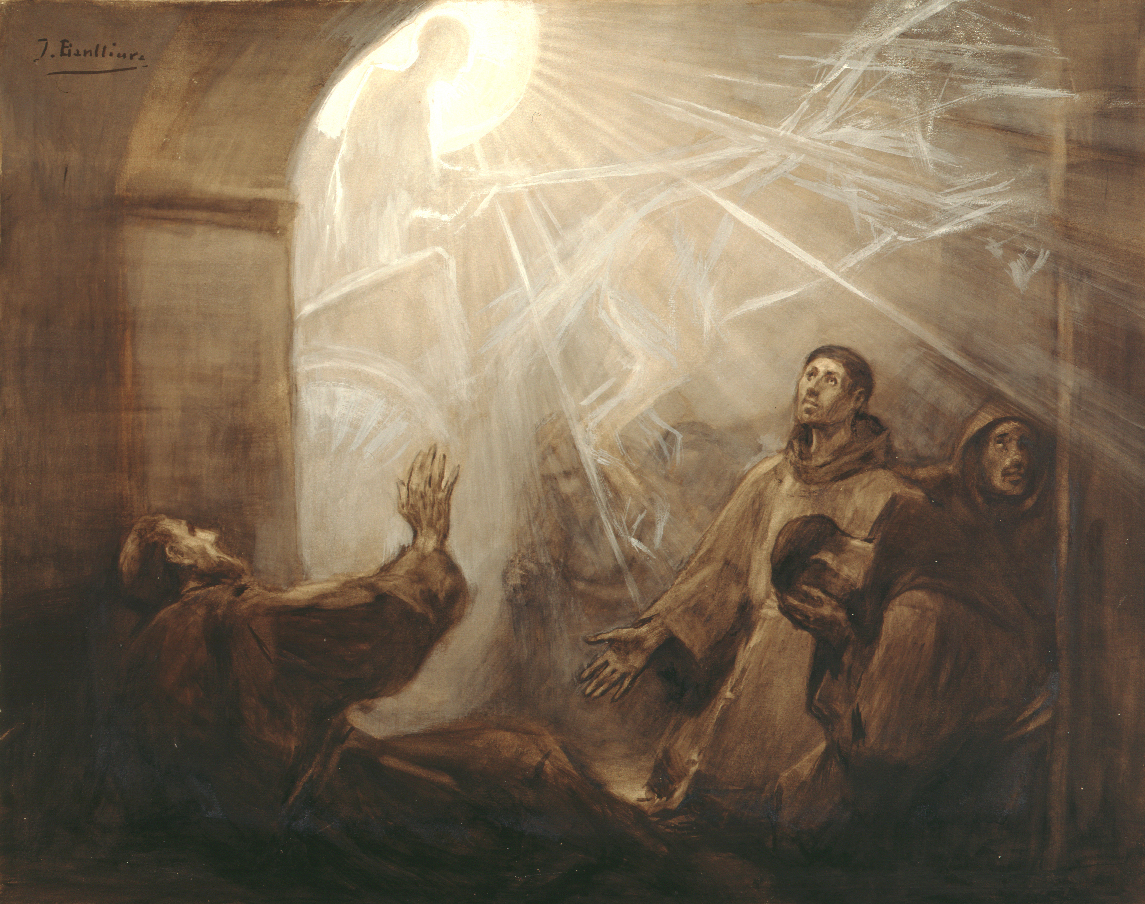
Francesc apareix sobre un fulgentíssim carro de foc (aquarel·la, 1926), Josep Benlliure i Gil (Cabanyal-Canyamelar, 1855 - València, 1937), il·lustració.

Llegenda de Sant Francesc, frescs de Giotto di Bondone a la part superior de la basílica de Sant Francesc, a Assís
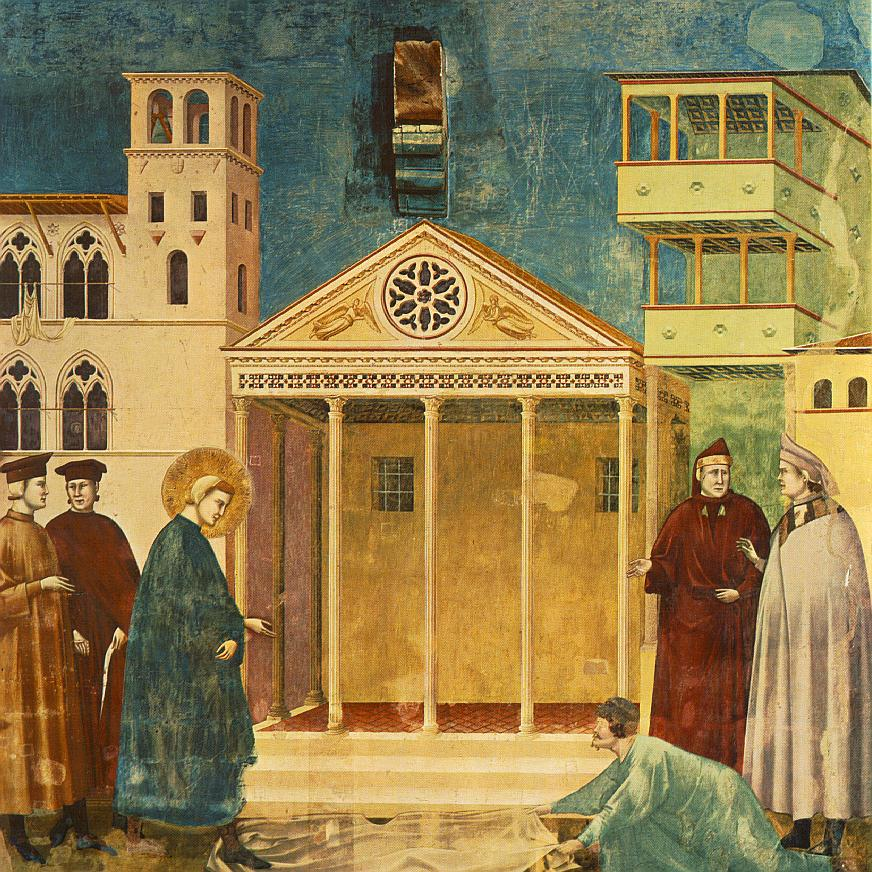
1. Homenatge de l'home simple
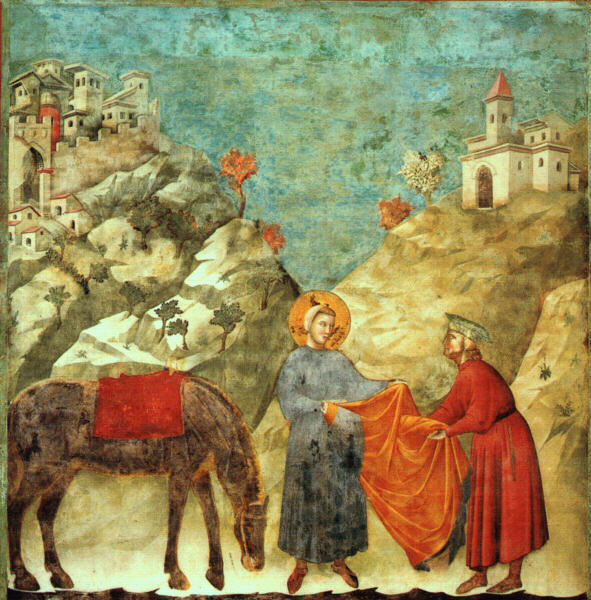
2. St. Francesc donant el seu mantell a un pobre
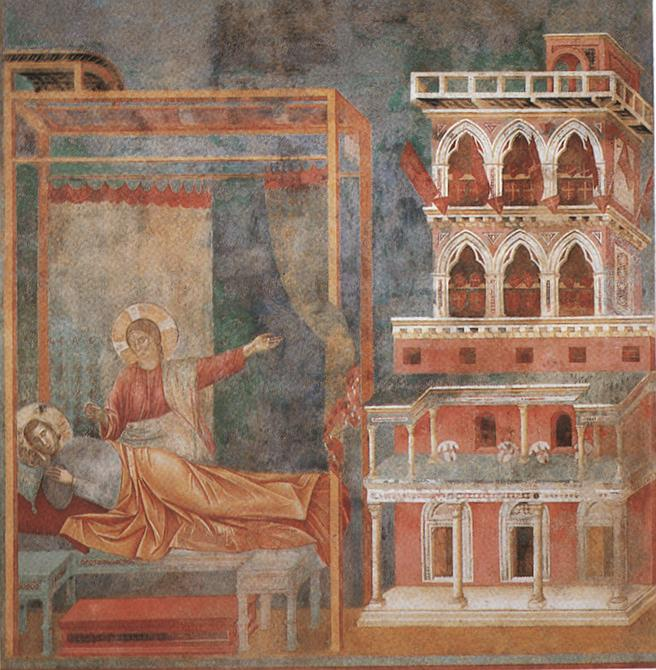
3. Somni del palau
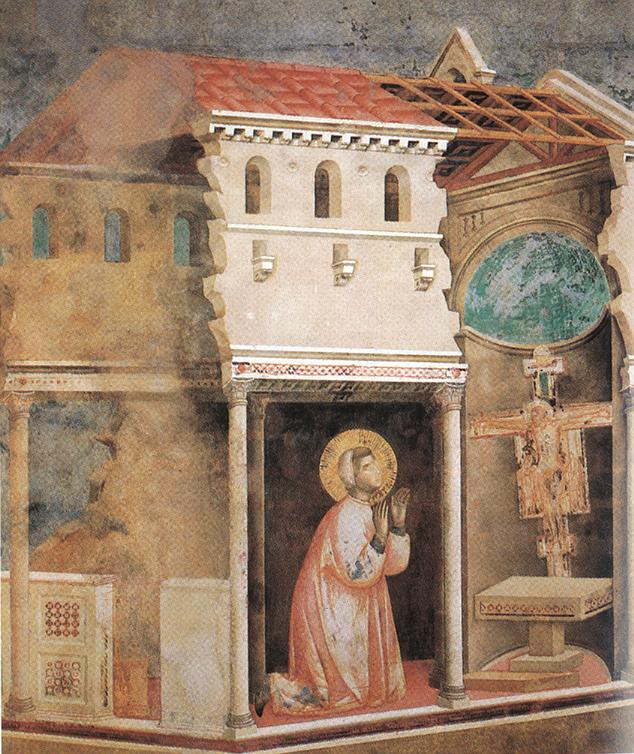
4. Miracle del crucifix de sant Damià
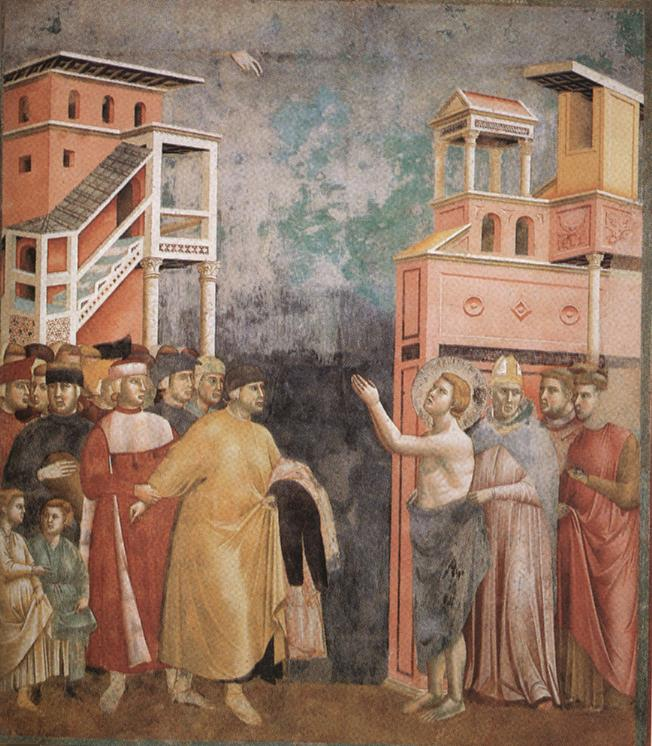
5. Renúncia als béns mundans
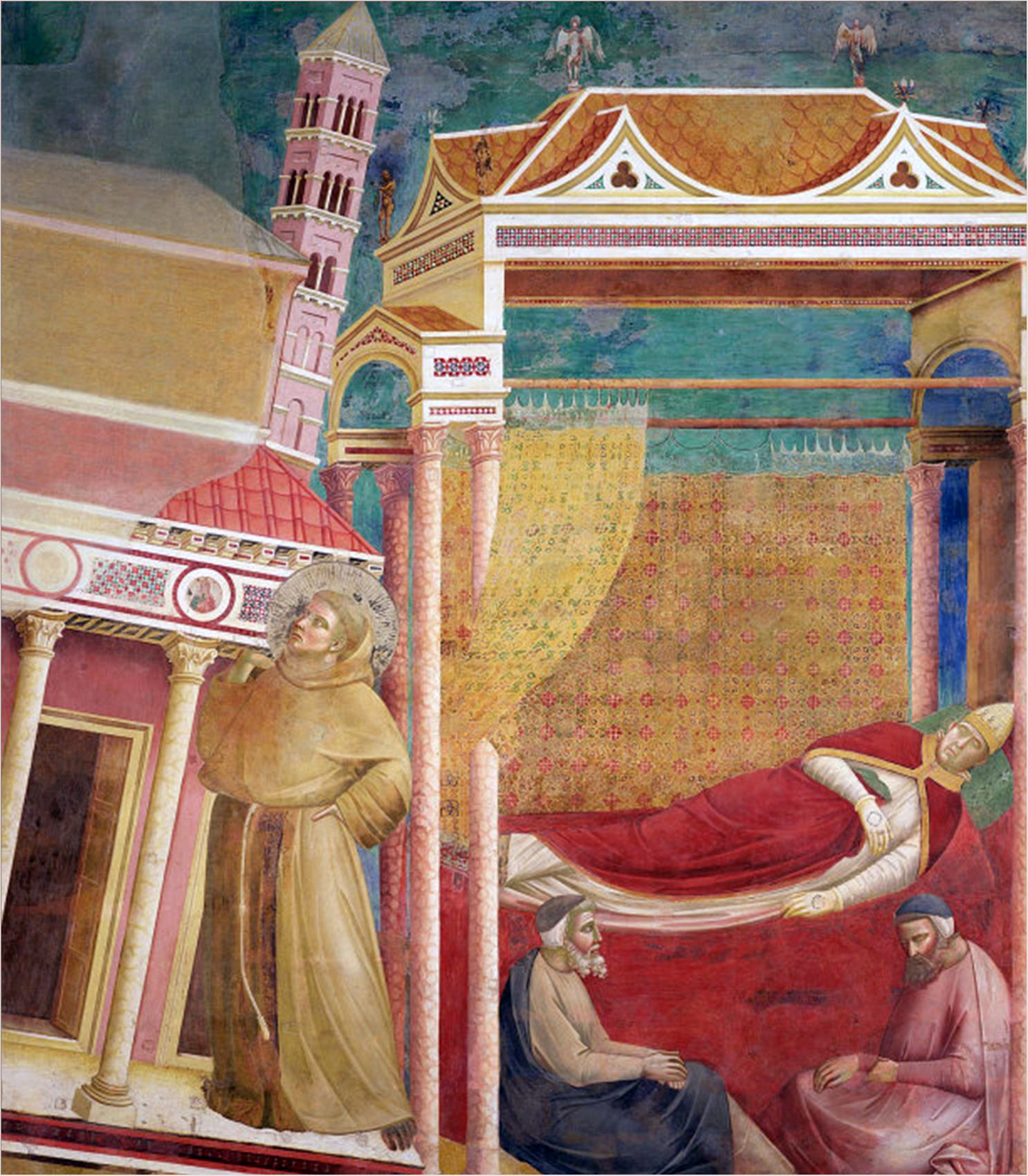
6. Somni d'Innocenci III
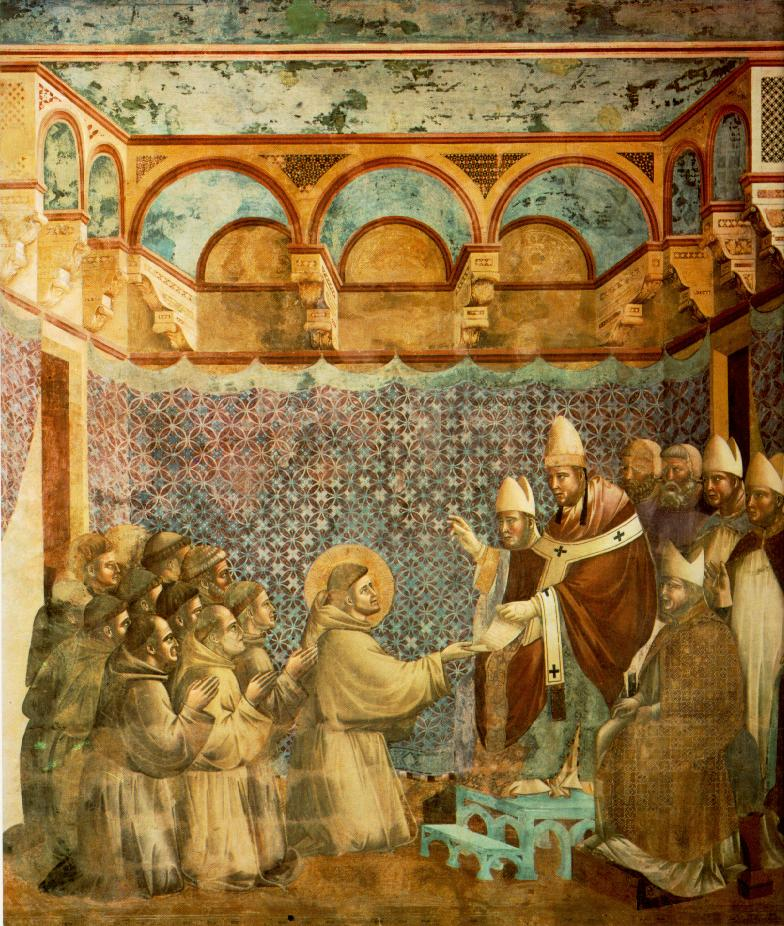
7. Confirmació de la regla
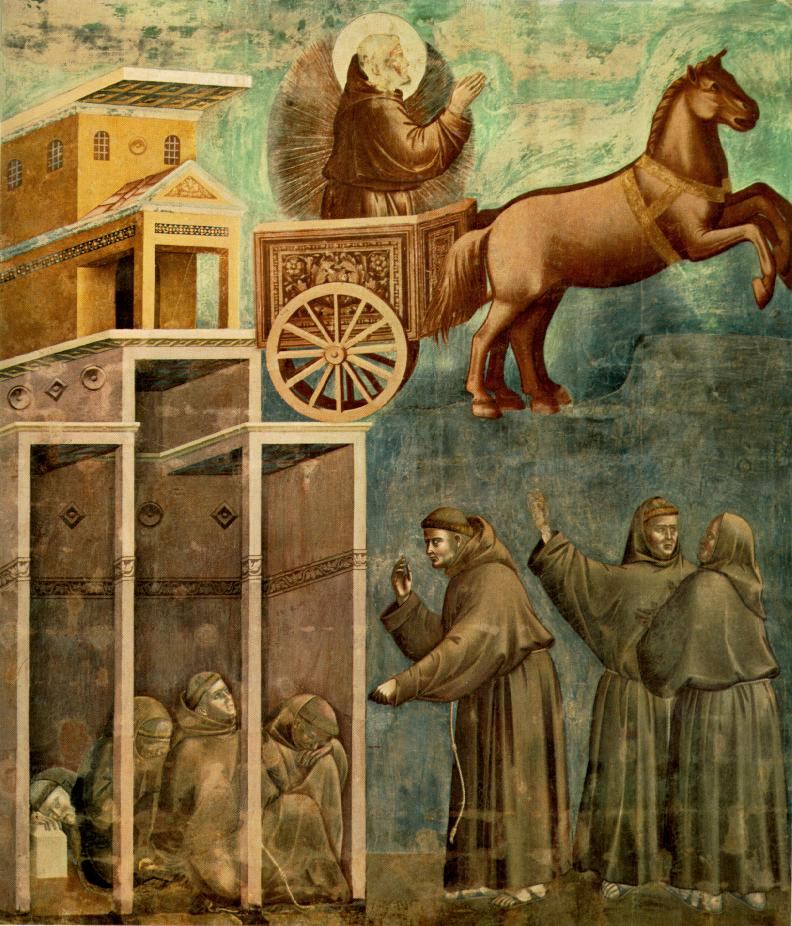
8. Visió del carro en flames
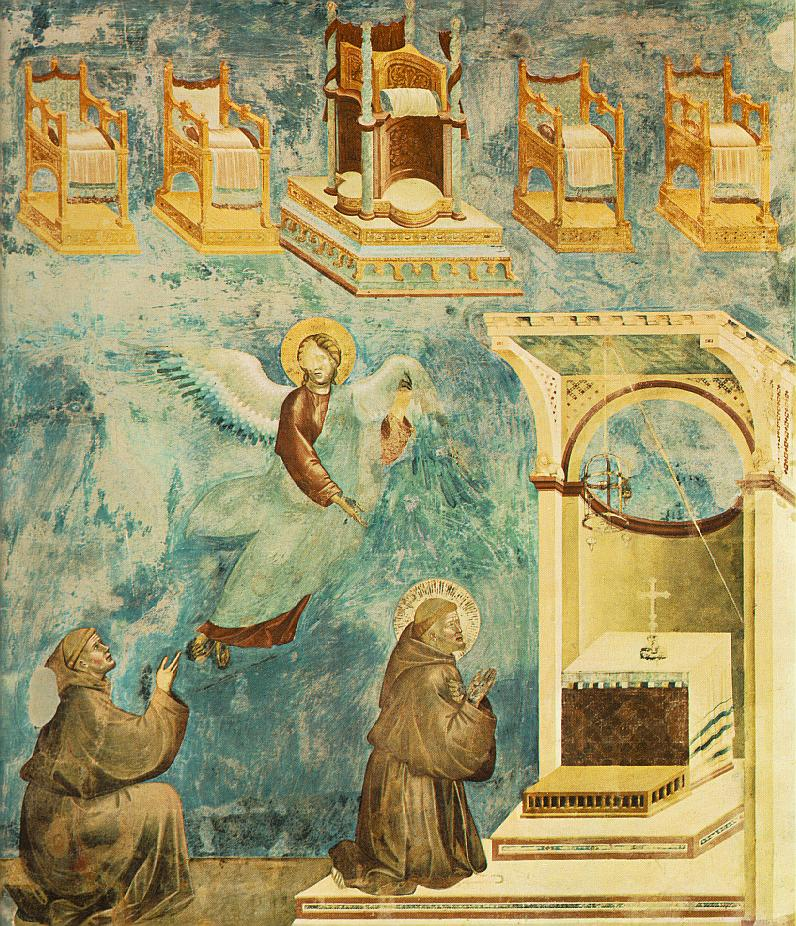
9. Visió dels trons
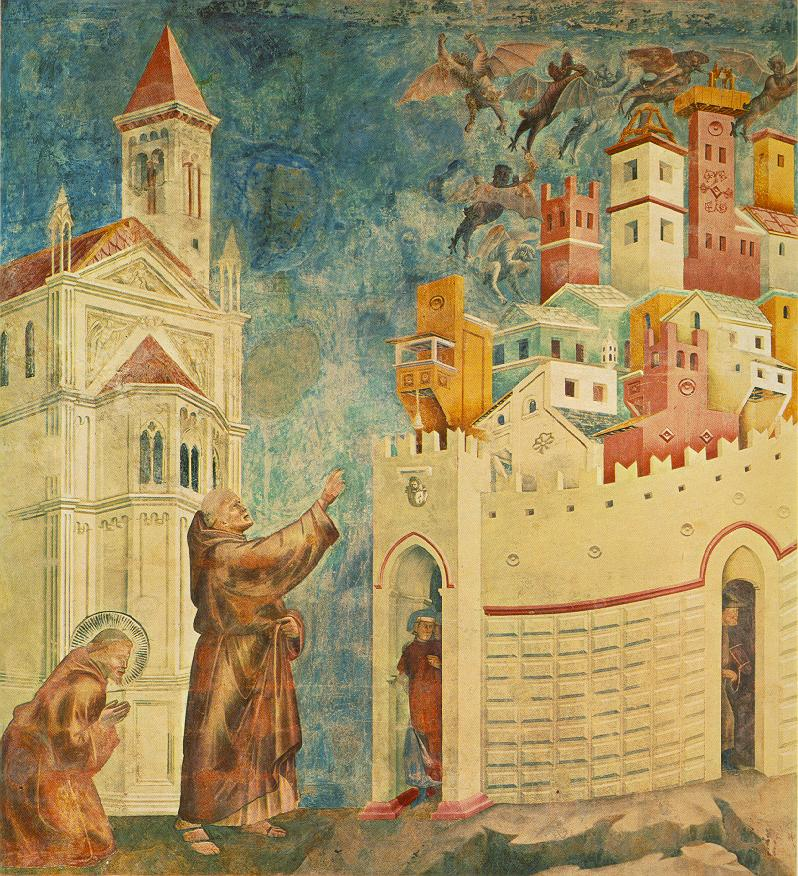
10. Exorcisme dels dimonis a Arezzo
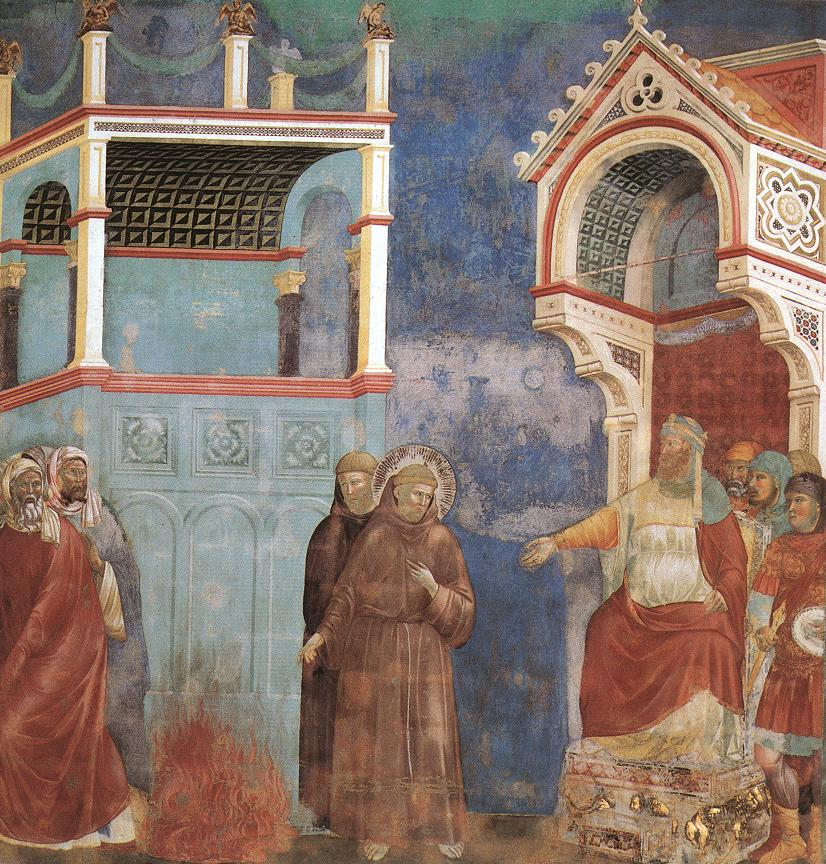
11. St. Francesc davant del soldà (prova de foc)
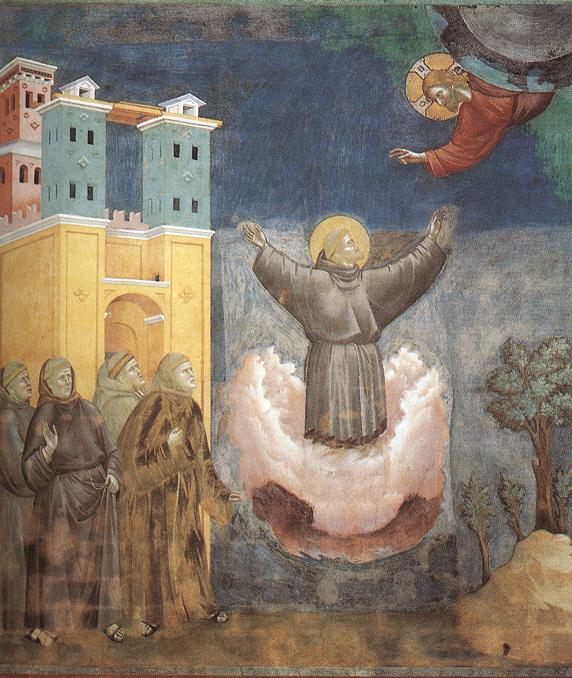
12. Èxtasi de st. Francesc
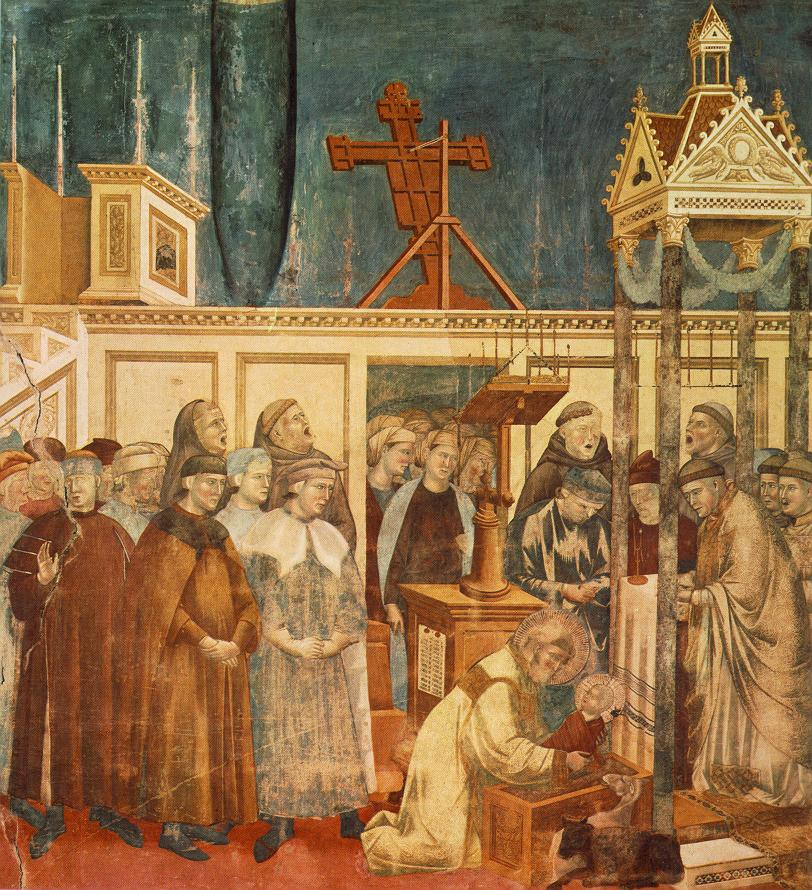
13. Institució del pessebre a Greccio
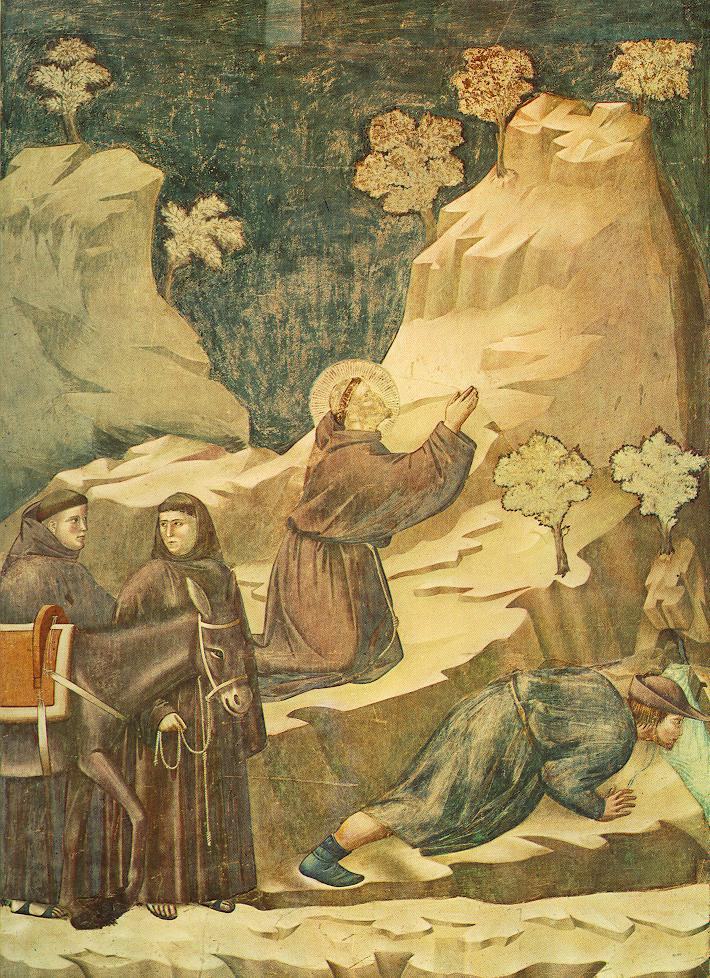
14. Miracle de la primavera
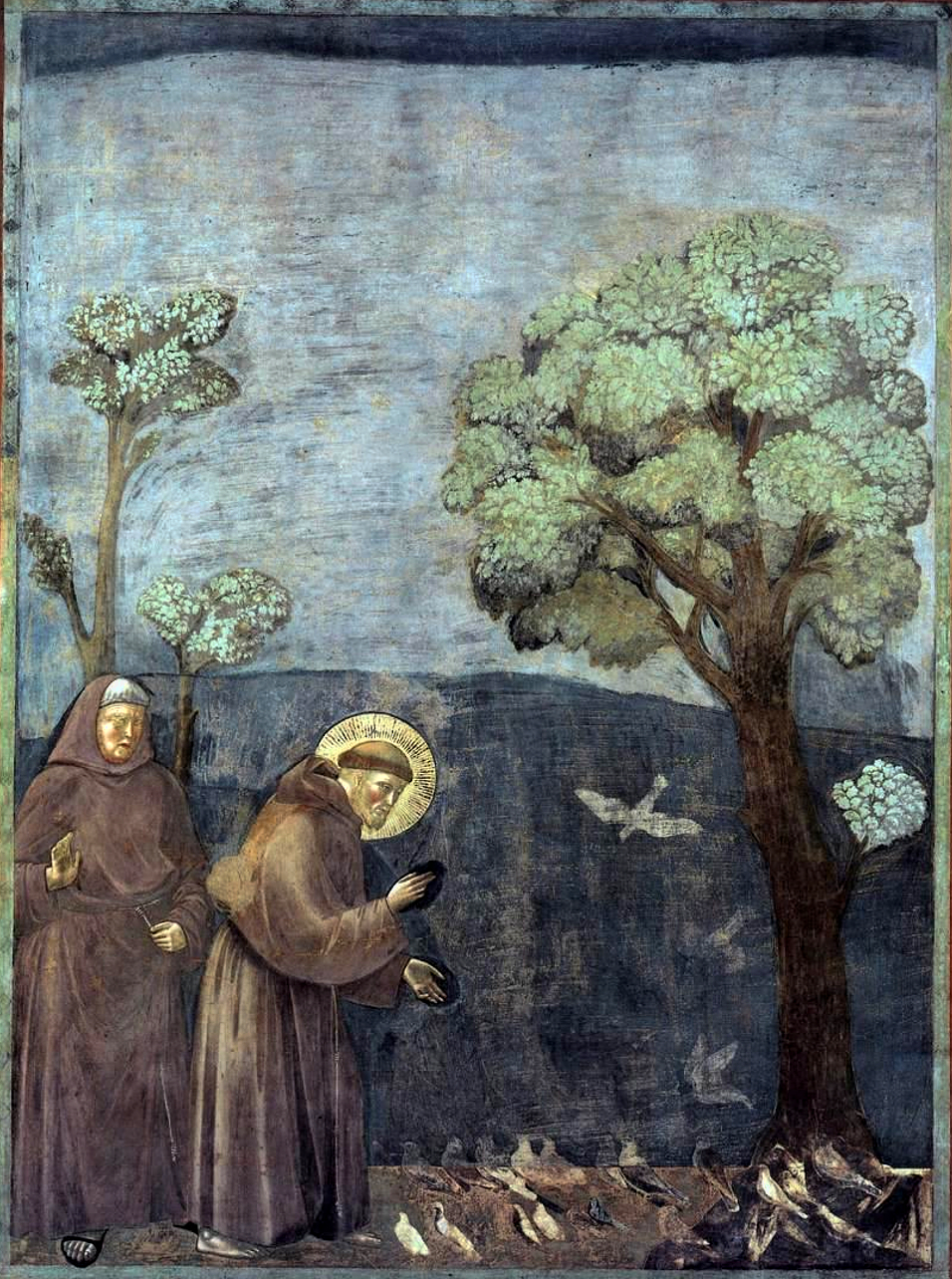
15. Sermó als ocells
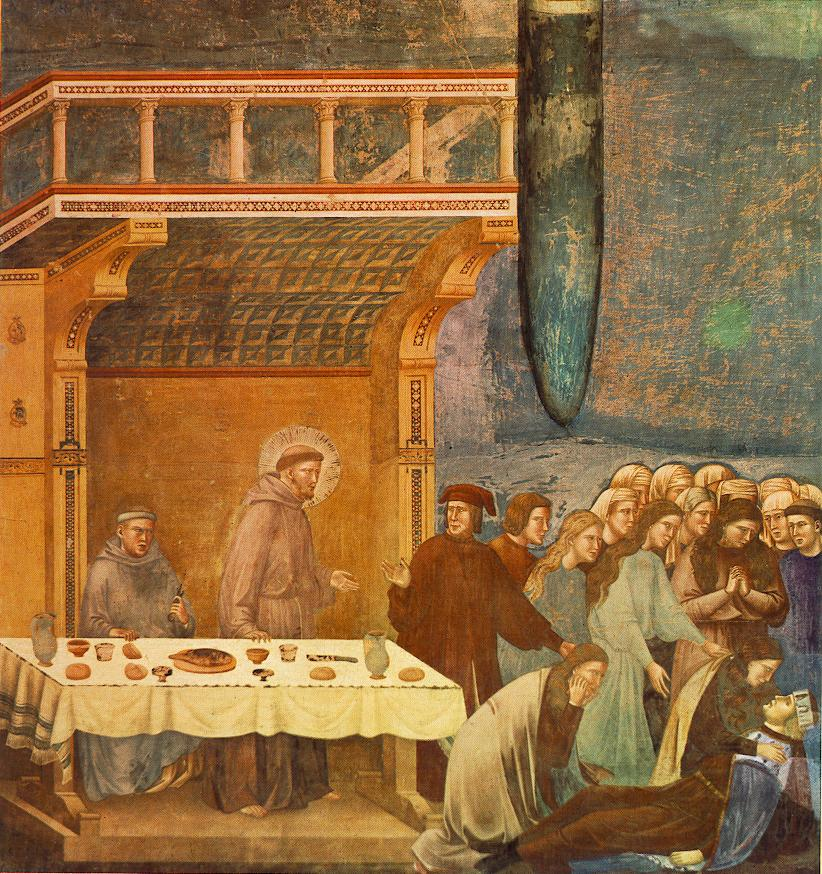
16. Mort del cavaller de Celano
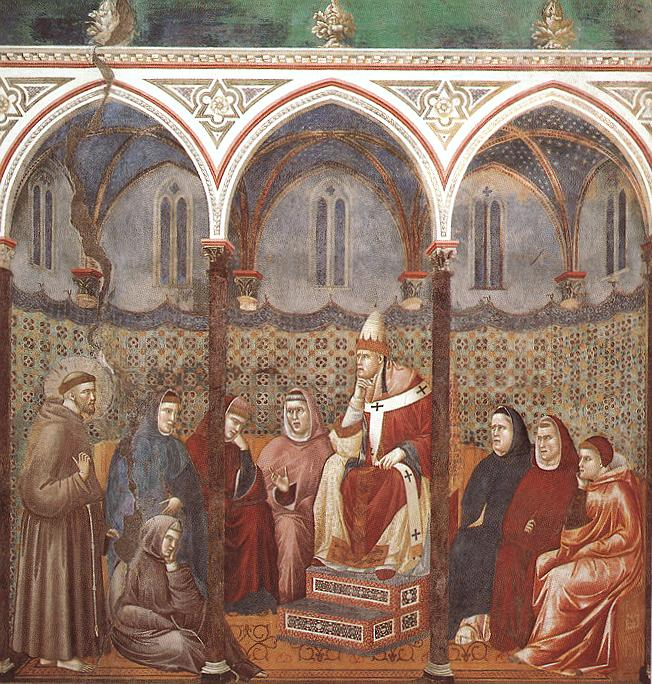
17. St. Francesc predicant davant Honori III
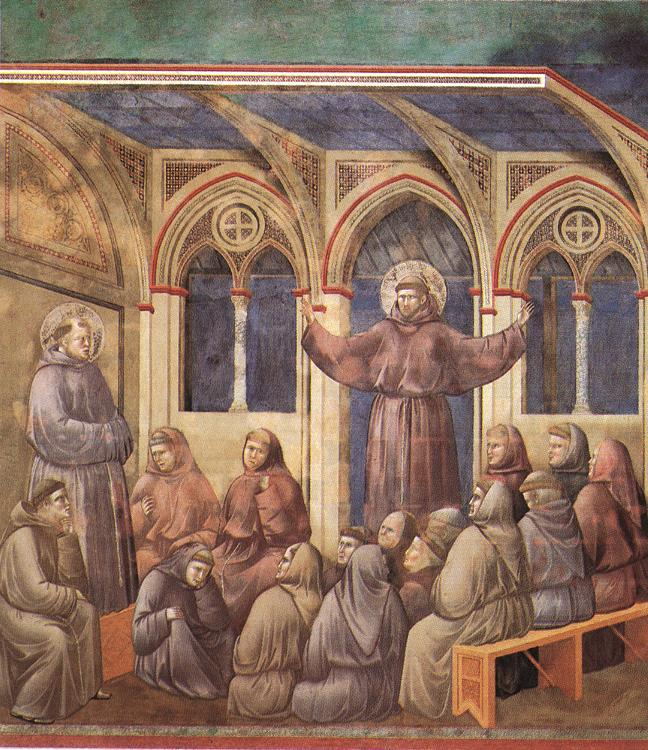
18. Aparició a Arle
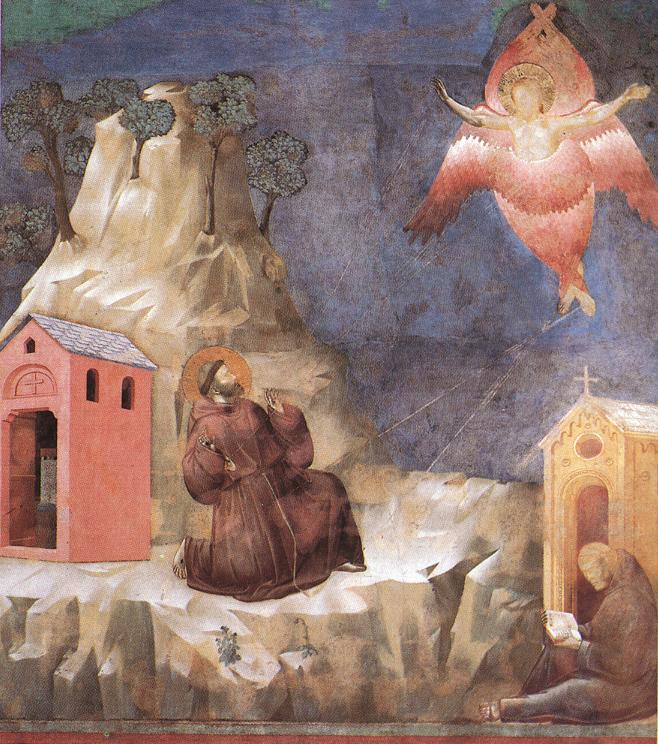
19. St. Francesc rep els estigmes
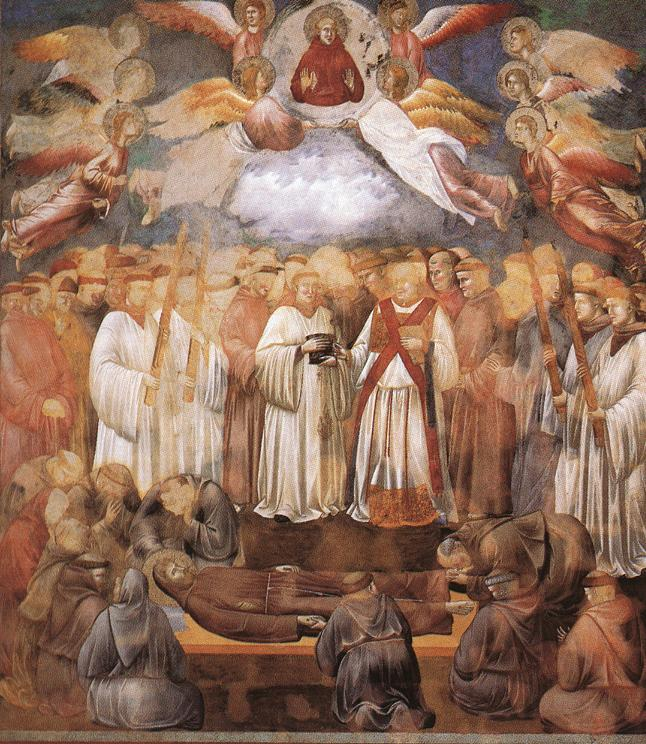
20. Mort i ascensió de st. Francesc
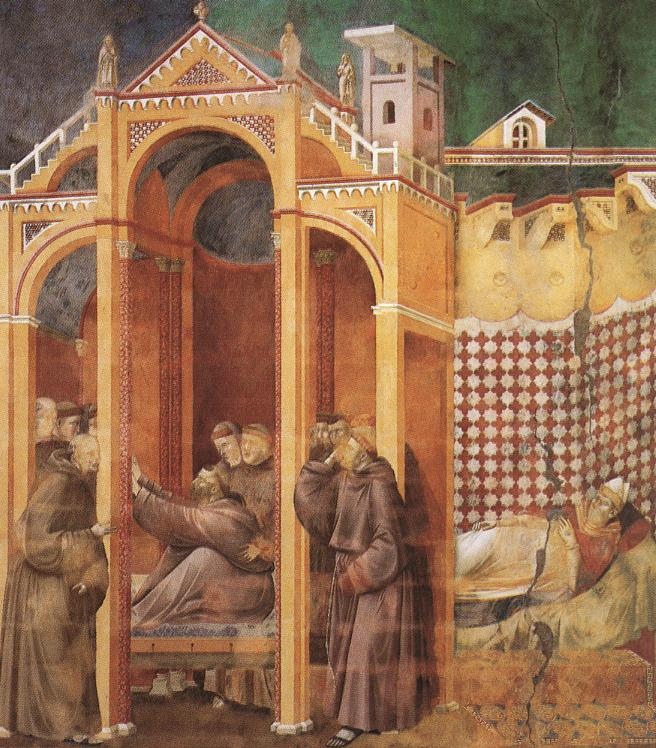
21. Aparició a fra Agostino i el bisbe Guido d'Arezzo
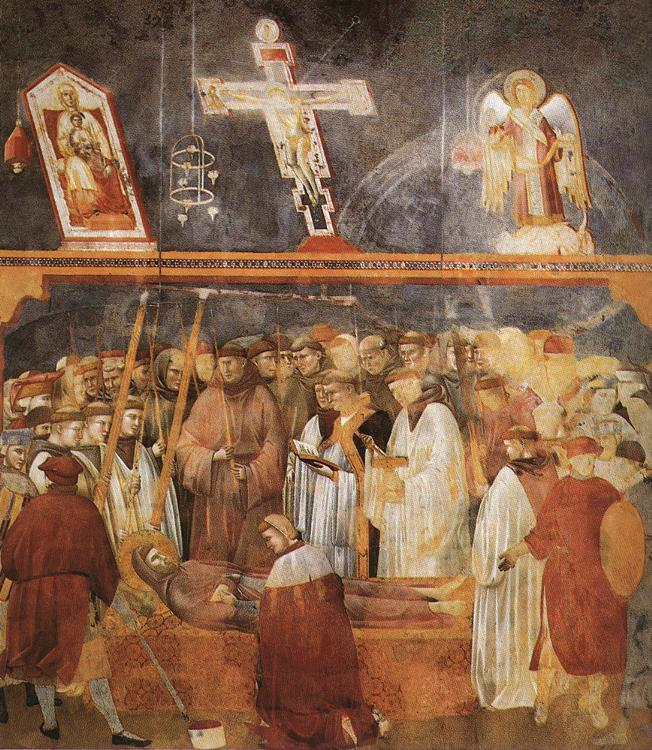
22. Verificació dels estigmes
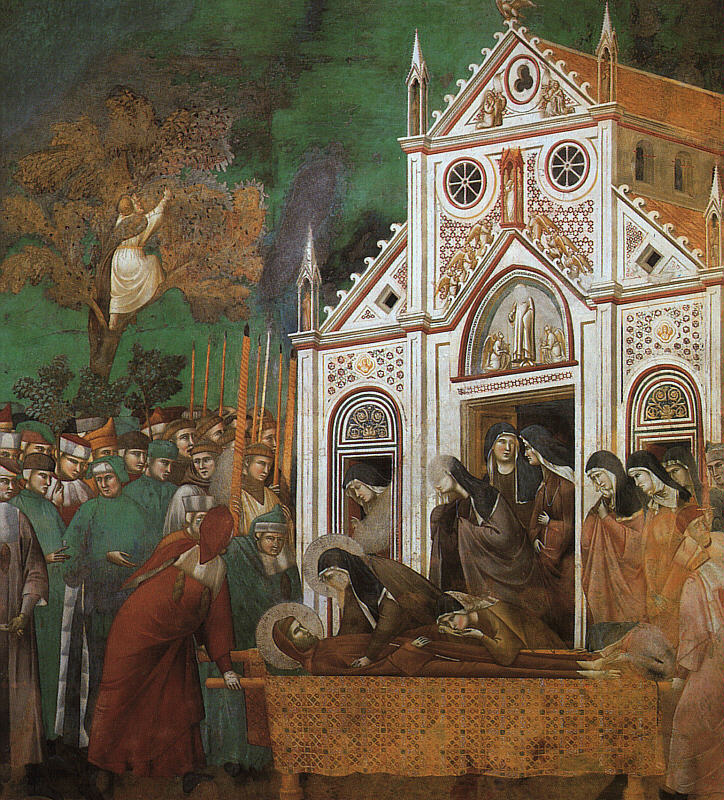
23. Plany de santa Clara per sant Francesc
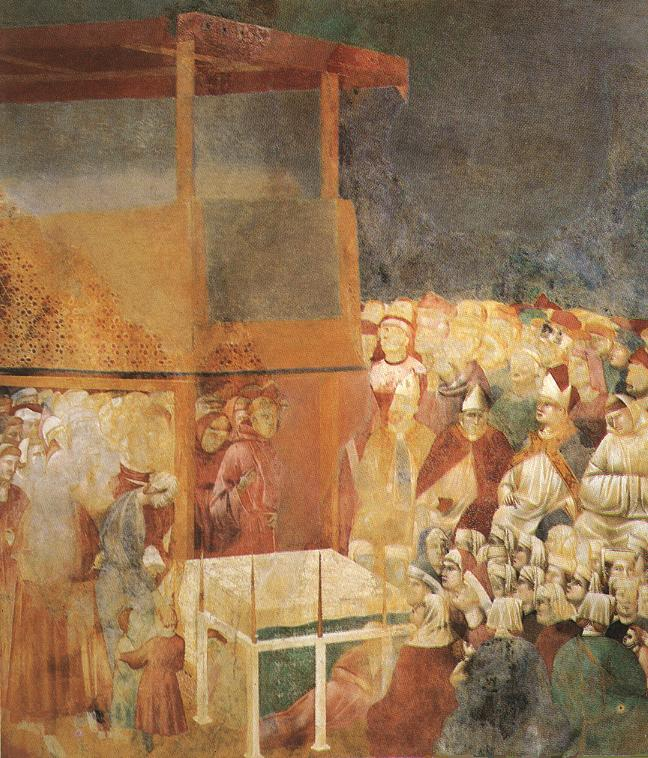
24. Canonització de sant Francesc
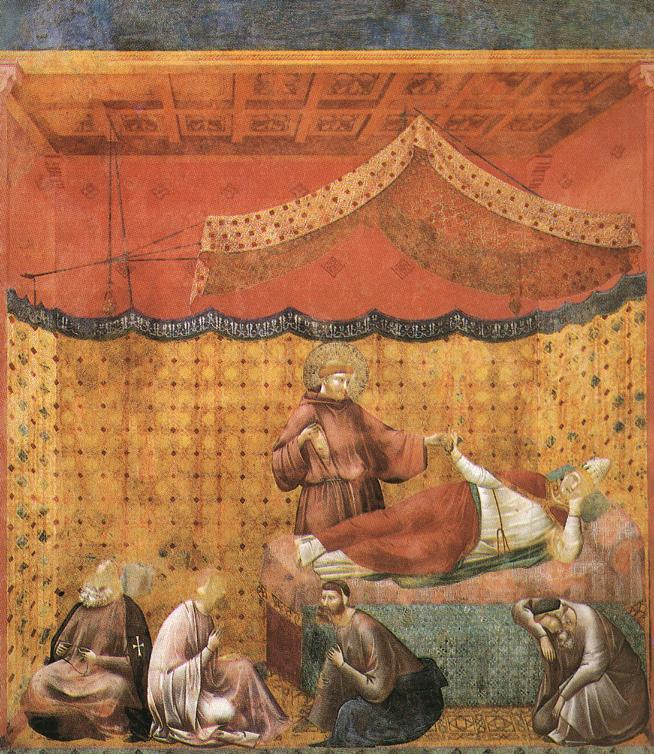
25. Somni de sant Gregori
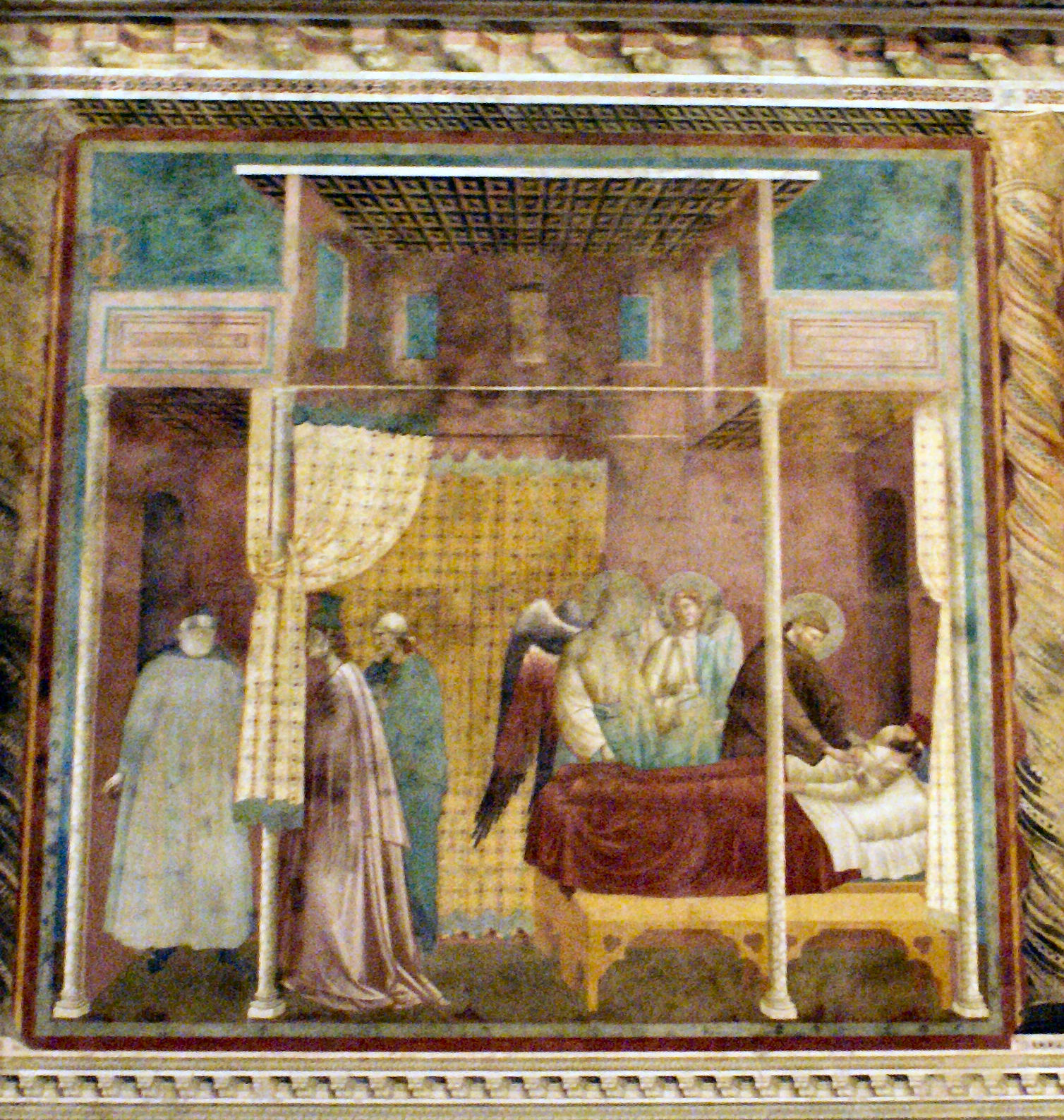
26. Guariment d'un home d'Ilerda
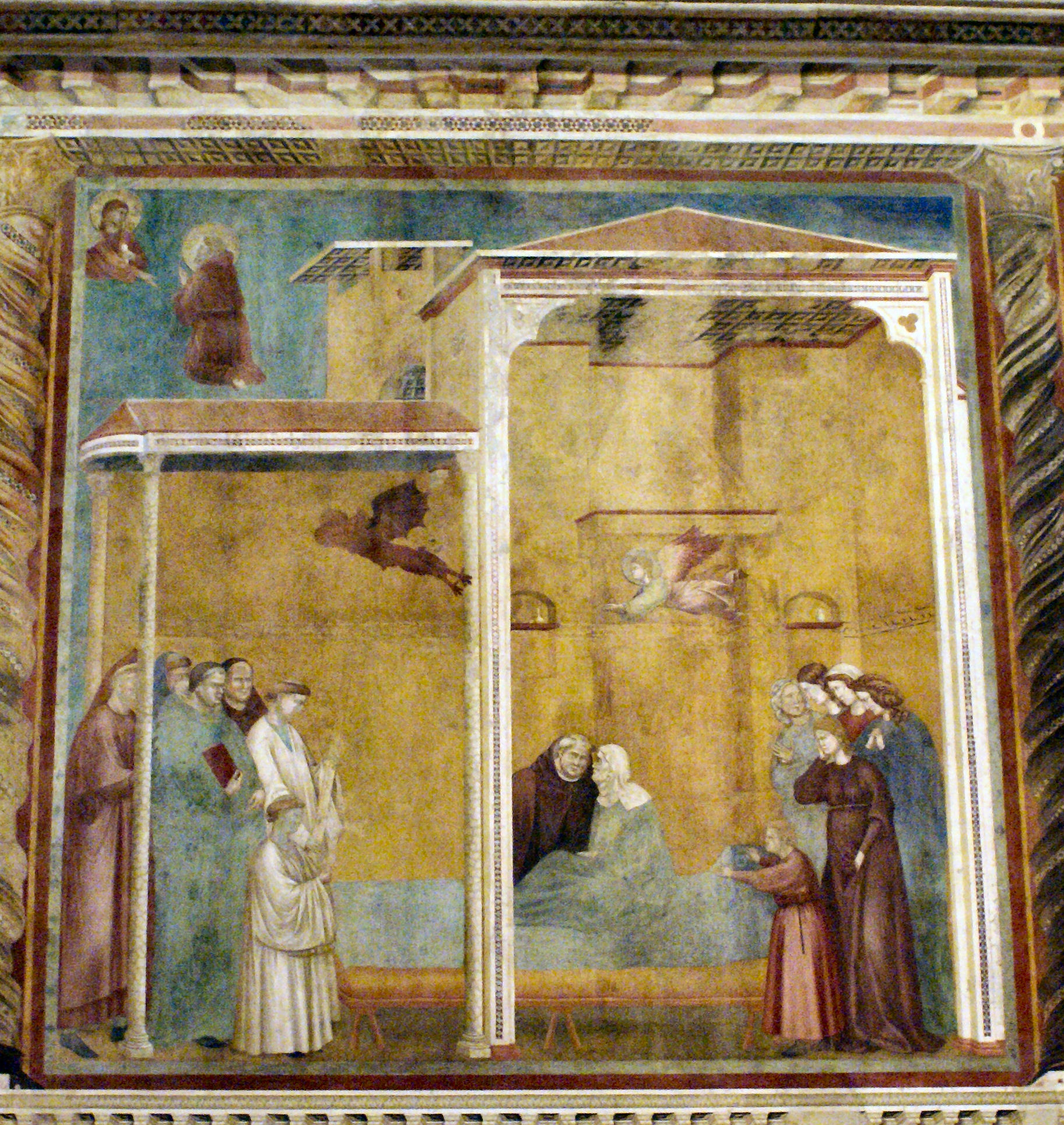
27. Confessió d'una dona de Benevento
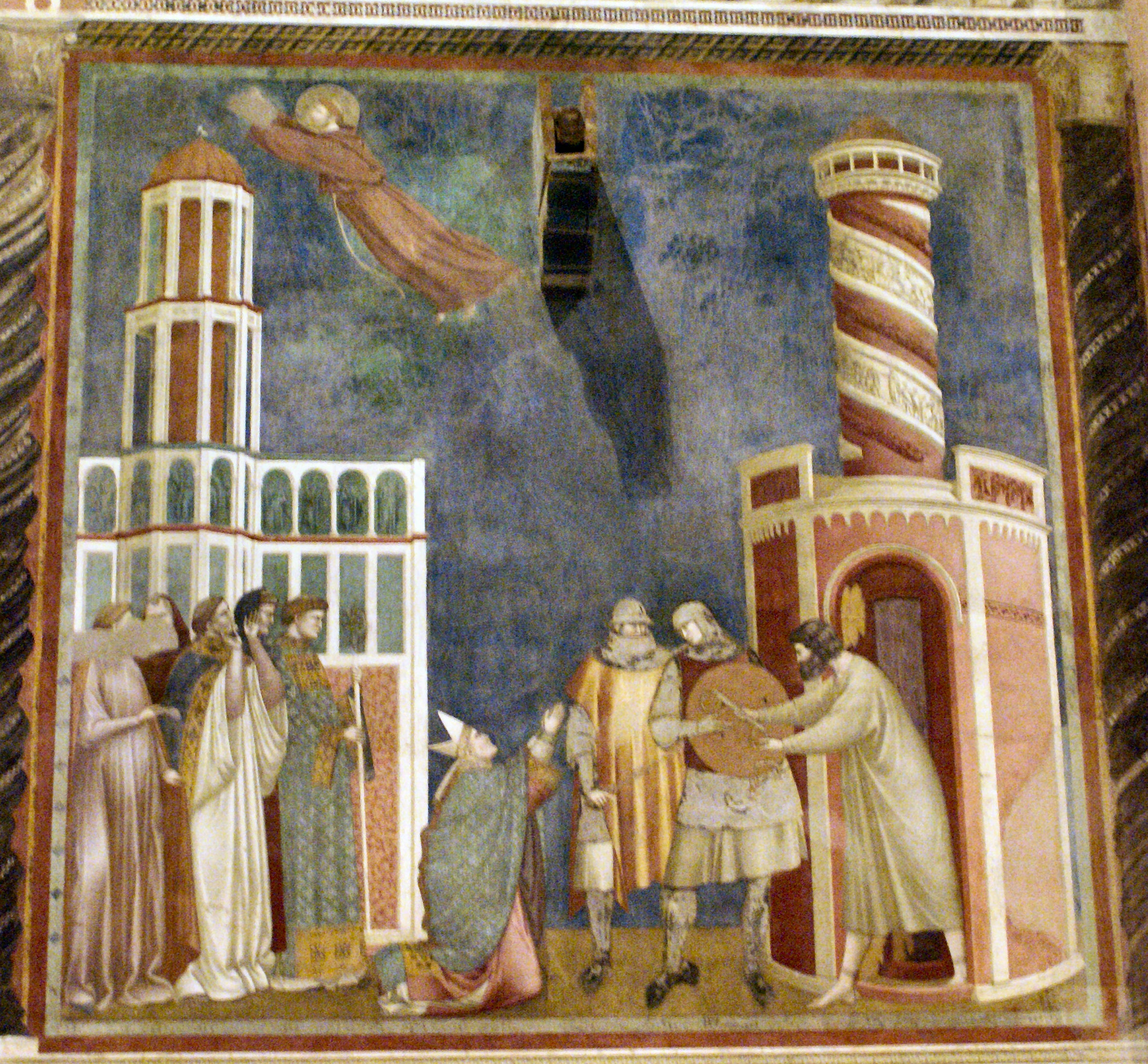
28. Alliberament de l'heretge Pietro

## Repercussions en l'actualitat

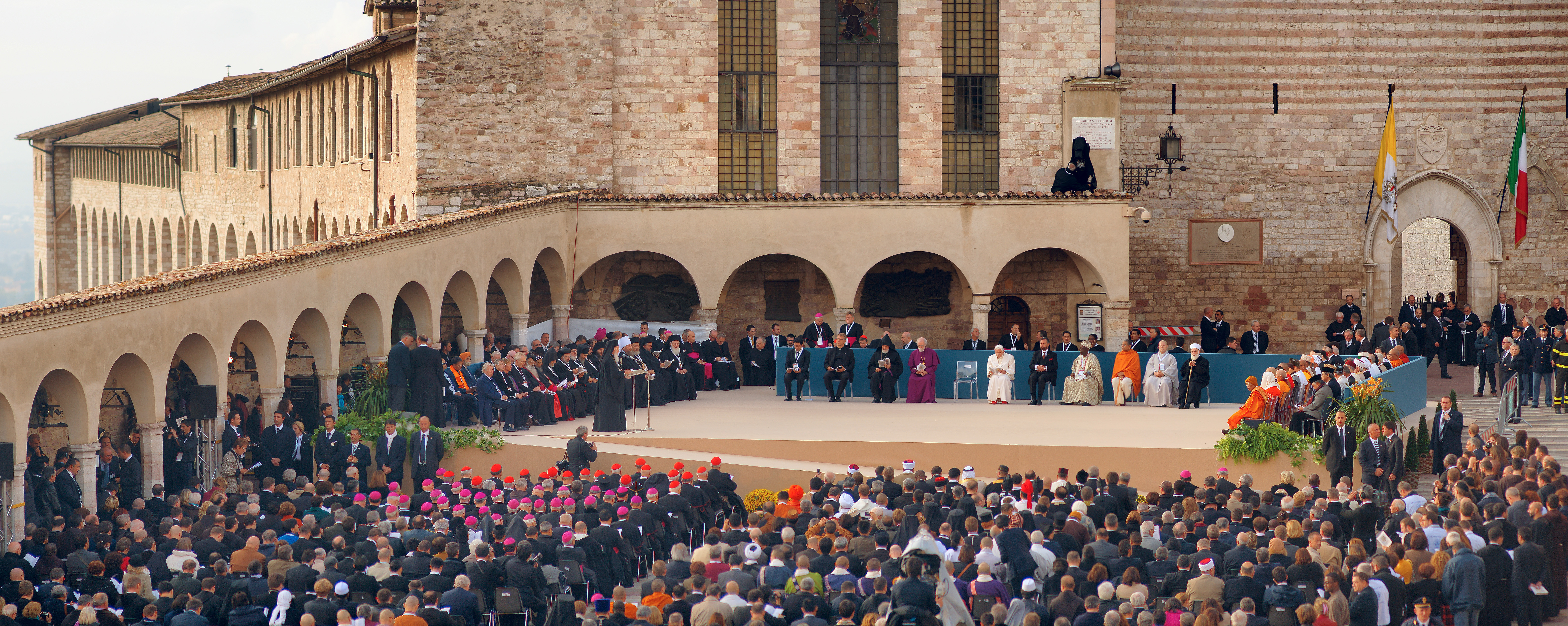
4a Jornada mundial de pregària per la pau realitzada a Assís, el 27 d'octubre de 2011, exemple de trobada de diàleg interreligiós.

- Francesc ha quedat com aquell que, en el seu esperit de pobresa i despreniment, probablement més es va assemblar a Jesús en la història de la cristiandat.[6][8] El "Pobre d'Assís" segueix commovent per la seva capacitat de reconciliació amb tot i amb tots, respectat no només per creients de totes les religions, sinó també per no creients.[7]
- És, potser, el sant més ecumènic, raó per la qual s'han realitzat trobades interreligioses mundials a Assís, la "ciutat de Francesc".
- Per la seva devoció als animals com a criatures de Déu, ha estat abraçat per la cultura de l'escoltisme, particularment per la relació cap als llops. És el patró dels veterinaris i dels professionals relacionats amb boscos i forests (enginyers forestals, enginyers forestals, agents i guardes forestals, i altres cossos similars) i, per extensió, dels moviments ecologistes que s'entesten els seus esforços en la cura de la naturalesa i de l'ambient.
- El món cristià és ple d'esglésies i d'altars dedicats a ell i per ell el seu nom, abans bastant rar, es va fer habitual a tot Europa. Pius XII el va proclamar, amb Caterina de Siena, patrona d'Itàlia el 18 de juny de 1939.[98] Té nombrosos epònims de ciutats o localitats (la capital de la República de l'Equador, formalment anomenada San Francisco de Quito o la ciutat de San Francisco als Estats Units, per exemple).
- Encara que alguns sostenen que la creació del pessebre és anterior a Francesc, va ser sense dubtes ell qui va popularitzar el Naixement o escena del naixement de Jesús. A l'entrar a resar a l'ermita de Greccio en el Nadal de 1223, Francesc va sentir el desig de representar en viu el naixement del Nen Jesús, i aquest fet va ser decisiu en la universalització d'aquesta tradició. El 1986, a petició de les associacions pessebristes de tot el món, el papa Joan Pau II va proclamar patró universal del "Pessebrisme" a sant Francesc d'Assís.
- Francesc no va ser el creador de l'anomenada Oració de la pau de sant Francesc ("Senyor, fes-me un instrument de la vostra pau ..."), poema francès publicat el 1912 i atribuït al frare italià des de 1916 fins a finals de segle xx. No obstant això, la hi considera una síntesi fins al present anònima de l'ideari viscut pel "sant d'Assís".[99]
- En virtut de la devota peregrinació de sant Francesc a Orient, i de la seva voluntat de reconciliar tots els homes, els franciscans són custodis dels Sants Llocs. La presència franciscana a Terra Santa, que amb diverses vicissituds s'ha mantingut sempre, va adquirir estabilitat i caràcter oficial de part de l'Església en 1342, any en què el papa Climent VI va promulgar dues butlles: Gratias agimus i Nuper carissimae, en les quals va encomanar a l'orde franciscana la "custòdia dels Sants Llocs". Quan, el 1992, es van complir els 650 anys de tals butlles, Joan Pau II va enviar al ministre general de l'orde un missatge de felicitació a la vegada que d'exhortació a perseverar en l'encàrrec rebut de l'Església.
- El papa Francesc va triar aquest nom en honor de sant Francesc d'Assís el 13 de març de 2013.[100] La segona encíclica del seu pontificat, Laudato si' (Lloat siguis), que té per tema central la conservació de l'ambient amb particular èmfasi en la recerca d'una "ecologia integral", reprodueix en el seu títol les primeres paraules del Càntic de les criatures del sant d'Assís.[101]

| «                            | Laudato si', mi' Signore" Lloat sigueu, Senyor meu ", cantava sant Francesc d'Assís. En aquest bell càntic ens recordava que la nostra casa comuna és també com una germana, amb la qual compartim l'existència, i com una mare bella que ens acull entre els seus braços: "Lloat sigueu, Senyor meu, per la germana nostra mare terra, la qual ens sustenta, i governa i produeix molts de fruits amb flors colorides i herba. | » |
| — Papa Francesc, Laudato si' | |   |

- El temple i monestir Skanda Val al Regne Unit té a Francesc d'Assís com el seu sant patró, i s'organitza com una ordre franciscana.[102]
- Existeix en molts països, una organització de joves que volen seguir l'esperit franciscà. Aquesta organització, anomenada Jufra (Joventut Franciscana) està adreçada a tots aquells joves que vulguin conèixer i viure el carisma franciscà. Forma part de la tercera ordre franciscana fundada per Sant Francesc, l'orde Franciscana Seglar o OFS i està dividida en tres grups, segons les edats: els més petits s'anomenen "Heralds", els adolescents "Joglars", i els més grans, "Jufristes". A Argentina, per exemple, el moviment sorgeix el 1979 a la ciutat de Còrdova,[103] i després s'expandeix per moltes altres ciutats de país. A l'arribar a una edat adulta (generalment entre els 20 i 25 anys d'edat), els joves estan convidats a seguir recorrent aquest camí vocacional a l'OFS, encara que no necessàriament.